# Liste der Kulturdenkmale in Delitzsch

Stadtwappen

In der Liste der Kulturdenkmale in Delitzsch sind die Kulturdenkmale der sächsischen Stadt Delitzsch verzeichnet, die bis April 2020 vom Landesamt für Denkmalpflege Sachsen erfasst wurden (ohne archäologische Kulturdenkmale). Die Anmerkungen sind zu beachten.
Diese Aufzählung ist eine Teilmenge der Liste der Kulturdenkmale im Landkreis Nordsachsen.

## Aufteilung
Wegen der großen Anzahl von Kulturdenkmalen in Delitzsch sind die Kulturdenkmale in den Ortsteilen in Teillisten aufgeführt.
| Kulturdenkmale in Delitzsch -… |
| ------------------------------ |
| Beerendorf                     |
| Benndorf                       |
| Brodau                         |
| Döbernitz                      |

| Kulturdenkmale in Delitzsch -… |
| ------------------------------ |
| Laue                           |
| Poßdorf                        |
| Rödgen                         |
| Schenkenberg                   |

| Kulturdenkmale in Delitzsch -… |
| ------------------------------ |
| Selben                         |
| Spröda                         |
| Storkwitz                      |
| Zschepen                       |

## Delitzsch
| Bild                                    | Bezeichnung | Lage                                                                                      | Datierung | Beschreibung | ID       |
| --------------------------------------- | --- | ----------------------------------------------------------------------------------------- | --- | --- | -------- |
|                                         | Denkmalschutzgebiet Altstadt Delitzsch (Vorschlag) | (Altstadt) (Karte)                                                                        | 17.–19. Jahrhundert                                                                                           | Denkmalschutzgebiet Altstadt Delitzsch (Vorschlag) | 08972043 |
| Weitere Bilder                          | Stadtpark mit Brunnen-Plastik „Genesung“, Heiligbrunnen sowie Türmchen (Abwasserpumpstation) | (Flur 2, Flurstücke 67, 68/2, 68/5, 69/36, 81/12, 83/1, 87/2, 87/3, 87/4, 936/77) (Karte) | 1858 (Parkanlage); bezeichnet mit 1918 (Heiligbrunnen); um 1930 (Brunnenplastik)                              | Alter Heiligbrunnen mit Eisengeländer, Anlage von gartenkünstlerischer, stadtgeschichtlicher und kulturhistorischer Bedeutung, Plastik aus Muschelkalk (Sockel) und Beton | 08971669 |
| Weitere Bilder                          | Stadtbefestigung (Sachgesamtheit) | (Innenstadt) (Karte)                                                                      | Um 1400 (Stadtmauer); 2. Hälfte 18. Jahrhundert, 19. Jahrhundert (Ringanlage)                                 | Sachgesamtheit Stadtbefestigung, mit folgenden Einzeldenkmalen: Breiter Turm (Breite Straße 34, Einzeldenkmal 08971718), Hallescher Turm (Hallesche Straße, bei Nr. 39, Einzeldenkmal 09255681) und einer ca. 1,4 km langen Stadtmauer (Mauergasse, bei Nr. 23, Einzeldenkmal 08971756) sowie vorgelagerte Grünanlagen (Promenade mit Wegen, Stützmauern und Alleen), weiterhin mit folgenden Sachgesamtheitsteilen: Wohnhäuser vor der Mauer (Am Wallgraben 2a, Hallesche Straße 39a, Leipziger Straße 16, Mauergasse 23, Mauergasse 29, Mauergasse 39 und Münze 10), mehrere Brücken über den Wallgraben, der Wallgraben, Zwinger und die Loberaue; die Türme ortsbildprägend, markante Stadtbefestigungsanlage mit allen Bestandteilen, unter anderem mit den seit dem 18. Jahrhundert anstelle der Befestigungsanlagen geschaffenen Grünanlagen, ortsgeschichtlich und gartenkünstlerisch von Bedeutung. Promenadenanlage auf den ehemaligen Festungswerken: Allee auf dem Wall (südlicher, östlicher bis nordöstlicher Teil, Abschnitt von Tor Hallesche Straße bis Tor Pfortenstraße) bereits auf der Stadtkarte von 1773 dargestellt, Vervollständigung des gesamten Alleepromenadenrings bis spätesten 1906 (siehe Stadtplan), einzelne Teile Schloßpromenade, Kaiser-Wilhelm-Promenade, Auguste-Victoria-Promenade und Ehrenberg-Promenade benannt. Brücke (Breite Straße, Objekt 08971782) vor 2014 abgebrochen und durch kopierenden Neubau ersetzt. | 08971943 |
| Direkt Bild zu diesem Denkmal hochladen | Denkmal für die Gefallenen des Ersten Weltkrieges | Am Anger (Karte)                                                                          | Nach 1918 | Alte Ortslage Gertitz, Natursteinblock aus Granit mit Inschrift, ortsgeschichtlich von Bedeutung (Gefallenendenkmal des alten Ortsteils Gertitz) | 08971814 |
| Direkt Bild zu diesem Denkmal hochladen | Wohnhaus und Toreinfahrt | Am Grünen Hain 1 (Karte)                                                                  | Um 1900 | Alte Ortslage Gertitz, ansprechend gestaltetes gründerzeitliches Wohnhaus mit Klinkerfassade, am Eingang zum alten Dorfkern, baugeschichtlich von Bedeutung. Zwei Geschosse, gelbe Klinker mit schlichter Gliederung, Risalit mit Dreieckgiebel, Dachgaupen, doppelte Biberschwanzdeckung, neue Fenster. | 08971817 |
| Direkt Bild zu diesem Denkmal hochladen | Scheune eines Bauernhofes | Am Grünen Hain 8 (Karte)                                                                  | Ende 19. Jahrhundert                                                                                          | Alte Ortslage Gertitz, ungestört überkommener Bestandteil einer stattlichen Hofanlage im Ortskern, Klinkerfassade, baugeschichtlich von Bedeutung. - Scheune: große Klinkerscheune mit schlichter Lisenengliederung, Satteldach, alter Dachstuhl, Natursteinsockel - Wohnhaus (kein Denkmal): zwei Geschosse, Krüppelwalmdach, schlecht saniert, entstellende Fenster | 08971815 |
| Direkt Bild zu diesem Denkmal hochladen | Wohnhaus und Seitengebäude eines Bauernhofes | Am Grünen Hain 17 (Karte)                                                                 | 18./19. Jahrhundert                                                                                           | Alte Ortslage Gertitz, relativ ungestört erhaltenen Bestandteile einer Hofanlage, Wohnhaus mit Fachwerk-Obergeschoss und Satteldach, sozialgeschichtlich von Bedeutung. - Wohnhaus: zwei Geschosse, Fachwerk-Obergeschoss (an einer Traufseite sichtbar), neue Fenstereinbauten, neue Dachdeckung - Seitengebäude: verputzt, ein Geschoss, vermutlich Lehm | 08971816 |
|                                         | Wohnhaus in offener Bebauung | Am Wallgraben 6 (Karte)                                                                   | 1860 | Repräsentativ gestalteter Bau in exponierter Lage am Wallgraben, gründerzeitliche Putzfassade, baugeschichtlich von Bedeutung. Spätklassizistischer Bau mit dezenter Putzgliederung, Fenster neu. | 09302127 |
|                                         | Villa | Am Wallgraben 7 (Karte)                                                                   | Um 1915/1920                                                                                                  | Repräsentativ gestalteter Bau in exponierter Lage am Wallgraben, im Reformstil der Zeit um 1910, baugeschichtlich von Bedeutung. Zwei Geschosse, Mansardwalmdach, Fenster im Erdgeschoss und ersten Obergeschoss alt, Fassade vermutlich geglättet, vielgliedriger Baukörper. | 08971926 |
| Direkt Bild zu diesem Denkmal hochladen | Wohnhaus in halboffener Bebauung, mit Vorgarten | Am Wallgraben 11 (Karte)                                                                  | 1897 | Schlicht gestaltete Klinkerfassade aus der Zeit um 1900, baugeschichtlich von Bedeutung. Zwei Geschosse, fünf Achsen, Seitenrisalit, rote Klinkerfassade, Fenster im Erdgeschoss original, Treppenhausfenster mit geätzter Verglasung, Einfriedung vor 2015 erneuert (originale Einfriedung ersetzt). | 08971668 |
| Direkt Bild zu diesem Denkmal hochladen | Wohnhaus in halboffener Bebauung, mit Vorgarten | Am Wallgraben 12 (Karte)                                                                  | 1897 | Schlicht gestaltetes Wohnhaus der Jahrhundertwende um 1900 mit Klinkerfassade, baugeschichtlich von Bedeutung. Zwei Geschosse, fünf Achsen, Seitenrisalit, rote Klinkerfassade, Fenster neu. Einfriedung vor 2015 erneuert (originale Einfriedung ersetzt). | 08971667 |
|                                         | Wohnhaus in geschlossener Bebauung, mit Vorgarten und Einfriedung | Am Wallgraben 13 (Karte)                                                                  | 1908 | Repräsentatives, villenartiges, späthistoristisches Gebäude mit Jugendstildekoration, Putzfassade mit Mansarddach und Balkon, baugeschichtlich bedeutsam. Zwei Geschosse, aufwendige Putzfassade mit Jugendstilelementen, Mansarddach, originale Haustür mit Bleiglasfenster-Oberlicht, Fenster alt, Erker, Balkon, Rückseite mit verglaster Veranda. | 08971666 |
| Weitere Bilder                          | Schule, zwei Gebäudeteile (ehemalige Realschule, heute Haus Ehrenberg des Christian-Gottfried-Ehrenberg-Gymnasiums) | Am Wallgraben 16 (Karte)                                                                  | 1858; Anbau 1908                                                                                              | Ansprechend gestaltetes gründerzeitliches Schulgebäude, Klinkerfassade, ortshistorische und baugeschichtliche Bedeutung. Rote Klinker mit Putzgliederung, Bruchsteinsockel, saniert, Fenster neu, ehemaliges Realschulgebäude. | 08971606 |
| Direkt Bild zu diesem Denkmal hochladen | Mietshaus in geschlossener Bebauung und in Ecklage (Werkstattgebäude siehe Karlstraße 2/4) | Am Wallgraben 18 (Karte)                                                                  | 1866, später überformt (Mietshaus); bezeichnet mit 1904 (Druckerei)                                           | Straßenbildprägender Bau, Druckereigebäude an der Karlstraße mit aufwendig gegliederter Fassade, ortsgeschichtlich von Bedeutung. Drei Geschosse, 12/6 Achsen, Eckerker, Risalit mit geschwungenem Giebel, Fenster neu (außer im Erdgeschoss), Dachdeckung und Dachstuhl alt. Eingang Am Wallgraben: Original-Haustür mit Klinke, Windfangtür, Bleiglasfenster, Hoftür, Treppenhaus, Terrazzo. | 08971607 |
|                                         | Ehemalige städtische Badeanstalt (Altes Moorbad) | Am Wallgraben 31 (Karte)                                                                  | 1891 | Ansprechend gestalteter, gründerzeitlicher Klinkerbau, von stadtgeschichtlicher Bedeutung. Reich gegliederte Klinkerfassade, zweigeschossiger Hauptkörper, eingeschossiger Anbau, Natursteinsockel. 1990 bereits Teile abgerissen, ehemals Wannenbad. | 08971759 |
|                                         | Villa, mit Vorgarten an der Leipziger Straße | Am Wallgraben 32 (Karte)                                                                  | 1909 | Vielgliedrig gestalteter Baukörper, Putzfassade mit Fachwerkelementen, Reformstil-Architektur, baugeschichtlich bedeutsam. Zwei Geschosse, vielgliedriger Baukörper, Fachwerk im Dachgeschoss, schlichte Putzgliederung. Original: Haustür, Fenster, Kellerfenstergitter, Wintergarten über Treppenhaus im Dachgeschoss. | 08971758 |
| Direkt Bild zu diesem Denkmal hochladen | Villa mit Vorgarten und Einfriedung | Am Wallgraben 33 (Karte)                                                                  | 1898 | Stattliche Gründerzeitvilla, Putzfassade mit Balkon, baugeschichtlich und städtebaulich von Bedeutung. Zwei Geschosse, fünf Achsen, einachsige Seitenrisalite mit Dreiecksgiebeln, Balkon, schlichte Putzgliederung, Eckerker, saniert, Fenster neu, schöner Windfang mit Bleiglasfenster, Haustür, innentür mit Gitter. Tor kein Denkmal, Staketenzaun neu. | 08971757 |
|                                         | Wasserturm | Am Wasserturm 1 (Karte)                                                                   | 1903 | Bau aus gelben und roten Klinkern mit schlichter Putzgliederung, technikgeschichtlich und versorgungsgeschichtlich von Bedeutung, stadtbildprägende Wirkung. Die Stadt Delitzsch erfuhr aufgrund ihrer zentralen Lage im dichten Städtenetz Nordsachsens Ende des 19. Jahrhunderts einen wirtschaftlichen Aufschwung. Um die Wasserversorgung für die wachsende Bevölkerung sicherzustellen, richtete die Stadt zwischen 1902 und 1904 ein städtisches zentrales Wasserversorgungsnetz ein. Der Wasserturm als Wasserspeicher und Ausgleichsbehälter gehörte neben einem Pumpwerk zur technischen Einrichtung und wurde 1903 gebaut. Als Wasserbehälter wählte man den zur damaligen Zeit modernen Stützbodenbehälter des Typs Intze mit einem Fassungsvermögen von 300 m³. Dieser ermöglichte aufgrund seiner statischen Umverteilung der Kräfte den Bau eines schlanken, 30 Meter hohen Turmes. Der sich nach oben verjüngende Turmschaft aus gelben Klinkern sitzt auf einem oktogonalen Sockelgeschoss, dessen Eingangsportal aufwendig mit Portikus und zweiläufiger Freitreppe gestaltet ist. Der Turmkopf wurde ebenso wie die Übergangszone vom Schaft zum Turmkopf in Stahlfachwerkbauweise errichtet und mit gelben Klinkern ausgefacht. Ein schlichter Entlüftungsschacht schließt das Kegeldach nach oben ab. Der Wasserturm zeigt sich in seiner reduziert historistischen Gestaltung kombiniert mit innovativen Konstruktionsmethoden als typisches Bauwerk des beginnenden 20. Jahrhunderts. Er prägt das Stadtbild von Delitzsch und ist von ortsgeschichtlicher, technikgeschichtlicher und baugeschichtlicher Bedeutung. | 08971740 |
| Weitere Bilder                          | Evangelische Stadtkirche St. Peter und Paul (mit Ausstattung) und Bildwerk (Ölberggruppe) an der Außenmauer | An der Kirche (Karte)                                                                     | 1404–1496 (Kirche); 1408 (Ölberggruppe); 1476 (Grabplatte im Kircheninnern); 1876 (Taufe)                     | Gotische dreischiffige Hallenkirche mit Querwestturm, Backsteinbau, Westturm mit zwei Turmspitzen, baugeschichtlich, kunstgeschichtlich, städtebaulich, ortsbildprägend und ortsgeschichtlich von Bedeutung. - Außen: Grabdenkmal des Otto von Schidingen (bezeichnet mit 1476), Ölberggruppe des Meister Hans von 1408 - Innen: Reste von gotischer Wandmalerei, neogotische Ausstattung von Conrad Wilhelm Hase, Schrein, Epitaphien, diverse Grabplatten des 16. und 17. Jahrhunderts Mindestens das Erdgeschoss des Turmes mit Bogenfries zu einem Vorgängerbau des 13. Jahrhunderts gehörend. | 08971779 |
|                                         | Wohnhaus (mit zwei Hausnummern) in offener Bebauung, ehemalige Schule | An der Kirche 1 (Karte)                                                                   | 18. Jahrhundert, im Kern älter                                                                                | Altes Küstereigebäude, vormals Mädchenschule, stadtgeschichtliche und kulturgeschichtliche Bedeutung. Zwei Geschosse, Putzbau, verputztes Fachwerk-Obergeschoss, Krüppelwalmdach, alter Dachstuhl, alte Fenster. Obergeschoss und Dachstuhl nach Sanierung (2008) vollständig erneuert, Erdgeschoss original erhalten. | 08971728 |
| Direkt Bild zu diesem Denkmal hochladen | Wohnhaus in offener Bebauung | Angerstraße 2 (Karte)                                                                     | Um 1900 | Bestandteil der ortstypischen Stadtbebauung um die Jahrhundertwende um 1900, mit schlichter Klinkerfassade, baugeschichtlich von Bedeutung. Zwei Geschosse, sechs Achsen, roter Klinkersockel, gelbe Klinkerfassade mit Gliederung, alle Fenster neu, Dach neu. | 08971924 |
| Direkt Bild zu diesem Denkmal hochladen | Wohnhaus in halboffener Bebauung, mit seitlich anschließendem Ladenbau, Waschhaus im Hof sowie weiterem Hofgebäude | Angerstraße 4 (Karte)                                                                     | Um 1900 | Ortstypische und straßenbildprägende Klinkerbauten, baugeschichtlich und ortsgeschichtlich von Bedeutung. Ladenbau „Paul Hoyer“ (Inschrift). Mietshaus mit zwei Geschossen, sechs Achsen, roter Klinkersockel, gelbe Klinkerfassade mit schlichter Gliederung (u. a. Dekorkacheln, Gesimsgliederung), Fenster und ein Kellerfenster sowie Dachdeckung alt. Original: Haustür mit Klinke, Wohnungstüren, Treppenhaus. | 08971649 |
| Direkt Bild zu diesem Denkmal hochladen | Wohnhaus in halboffener Bebauung | Angerstraße 6 (Karte)                                                                     | Um 1900 | Straßentypische Fassadengliederung, gründerzeitliche Klinkerfassade, baugeschichtlich von Bedeutung. Zwei Geschosse, sechs Achsen, Fenster alle neu, roter Klinkersockel, Dach alt, schlichte Klinkergliederung. | 08971650 |
| Direkt Bild zu diesem Denkmal hochladen | Wohnhaus in offener Bebauung | Angerstraße 7 (Karte)                                                                     | Um 1900 | Straßentypische Fassadengliederung, gründerzeitliche Klinkerfassade, baugeschichtlich von Bedeutung. Zwei Geschosse, sieben Achsen, traufständig, roter Klinkersockel, gelbe Klinker mit schlichter Gliederung, Fenster saniert. | 08971651 |
| Direkt Bild zu diesem Denkmal hochladen | Wohnhaus in halboffener Bebauung und in Ecklage | Angerstraße 8 (Karte)                                                                     | Um 1900 | Ansprechende gründerzeitliche Klinkerfassade mit Dekorkacheln, in exponierter Lage, baugeschichtlich und städtebaulich von Bedeutung. Zwei Geschosse, 4/1/8 Achsen, gelbe Klinkerfassade mit schlichter Klinkergliederung, schöne Kacheln (farbig als Geschossgliederung verwendet), Fenster original, eiserner Fahnenmasthalter an der Ecke. | 08971652 |
| Direkt Bild zu diesem Denkmal hochladen | Wohnhaus in geschlossener Bebauung | Angerstraße 10 (Karte)                                                                    | Bezeichnet mit 1892                                                                                           | Ortstypische Gründerzeitbebauung, Klinkerfassade, baugeschichtlich von Bedeutung. Zwei Geschosse, sieben Achsen, Dreiecksgiebel, gelbe Klinker mit roter Bänderung, Gesimsgliederung, Fenster neu, saniert. | 08971639 |
| Direkt Bild zu diesem Denkmal hochladen | Wohnhaus in geschlossener Bebauung | Angerstraße 12 (Karte)                                                                    | Um 1892 | Ortstypische Gründerzeitbebauung, Klinkerfassade, baugeschichtlich von Bedeutung. Zwei Geschosse, sieben Achsen, Dreieckgiebel, gelbe Klinker mit roter Bänderung, Gesimsgliederung, Fenster neu, Haustür original. | 08971638 |
| Direkt Bild zu diesem Denkmal hochladen | Wohnhaus in geschlossener Bebauung | Angerstraße 14 (Karte)                                                                    | Um 1920/1930                                                                                                  | Geschlossene Wohnquartierbebauung der 1920er Jahre, Art-Déco-Anklänge, baugeschichtlich von Bedeutung. Gelber Klinkerbau, Fenster neu, saniert, Treppenhausrisalit. Original: Kellertür, Wohnungstüren, Treppenhaus, einfache Fußbodenfliesen. | 08971637 |
| Direkt Bild zu diesem Denkmal hochladen | Wohnhaus in geschlossener Bebauung | Angerstraße 16 (Karte)                                                                    | Um 1920/1930                                                                                                  | Geschlossene Wohnquartierbebauung der 1920er Jahre, Art-Déco-Anklänge, baugeschichtlich von Bedeutung. Gelber Klinkerbau, Fenster neu, saniert, Treppenhausrisalit. Original: Kellertür, Wohnungstüren, Treppenhaus, einfache Fußbodenfliesen. | 08971636 |
| Direkt Bild zu diesem Denkmal hochladen | Wohnhaus in geschlossener Bebauung | Angerstraße 18 (Karte)                                                                    | Um 1920/1930                                                                                                  | Geschlossene Wohnquartierbebauung der 1920er Jahre, Art-Déco-Anklänge, baugeschichtlich von Bedeutung. Gelber Klinkerbau, Fenster neu, saniert, Treppenhausrisalit. Original: Kellertür, Wohnungstüren, Treppenhaus, einfache Fußbodenfliesen. | 08971635 |
| Direkt Bild zu diesem Denkmal hochladen | Wohnhaus in geschlossener Bebauung | Angerstraße 20 (Karte)                                                                    | Um 1920/1930                                                                                                  | Geschlossene Wohnquartierbebauung der 1920er Jahre, Art-Déco-Anklänge, baugeschichtlich von Bedeutung. Gelber Klinkerbau, Fenster neu, saniert, Treppenhausrisalit. Original: Kellertür, Wohnungstüren, Treppenhaus, einfache Fußbodenfliesen. | 08971634 |
| Direkt Bild zu diesem Denkmal hochladen | Wohnhaus in geschlossener Bebauung | Angerstraße 22 (Karte)                                                                    | Um 1920/1930                                                                                                  | Geschlossene Wohnquartierbebauung der 1920er Jahre, Art-Déco-Anklänge, baugeschichtlich von Bedeutung. Gelber Klinkerbau, Fenster neu, saniert, Treppenhausrisalit. Original: Kellertür, Wohnungstüren, Treppenhaus, einfache Fußbodenfliesen. | 08971633 |
| Direkt Bild zu diesem Denkmal hochladen | Wohnhaus in geschlossener Bebauung | Angerstraße 24 (Karte)                                                                    | Um 1920/1930                                                                                                  | Geschlossene Wohnquartierbebauung der 1920er Jahre, Art-Déco-Anklänge, baugeschichtlich von Bedeutung. Drei Geschosse, gelbe und rote Klinker, saniert, neue Fenster. | 08971632 |
| Direkt Bild zu diesem Denkmal hochladen | Doppelmietshaus in geschlossener Bebauung und in Ecklage (siehe auch Ludwig-Jahn-Straße 6 und Lindenstraße 25–31 und 28–32) | Angerstraße 26, 28 (Karte)                                                                | Um 1930 | Bestandteil der geschlossenen Quartierbebauung der 1920er Jahre, Klinkerfassade mit Anklängen an den Stil der Neuen Sachlichkeit, baugeschichtlich von Bedeutung, schlichte gelbe Klinkerbauten, saniert | 08971628 |
| Weitere Bilder                          | Bahnhofsgebäude (Oberer Bahnhof Delitzsch, Sorauer Bahnhof) | Anna-Zammert-Straße 1 (Karte)                                                             | 1871 | Historisierender Klinkerbau der Gründerzeit in neoromanischen Formen, gleisseitige Ansicht geprägt von zwei oktogonalen Türmen an der Eisenbahnlinie Halle (Saale)–Sorau–Guben (Streckennummer 6345), besonders repräsentative Umsetzung der Bauaufgabe „Empfangsgebäude“ mit Seltenheitswert, baugeschichtlich und verkehrsgeschichtlich von Bedeutung. Zweigeschossiger Klinkerbau, gegliedert durch Segmentbogenfenster unterschiedlicher Größe, im neoromanischen Stil. Seit 2007/08 Akademie der Darstellenden Künste, erfasst unter der Anschrift Eisenbahnstraße 18. | 08971744 |
|                                         | Schule mit rückwärtiger Turnhalle (ehemalige Mädchen-Bürgerschule, später Comeniusschule, heute Diesterweg-Grundschule) | August-Bebel-Straße 4 (Karte)                                                             | 1897–1899 | Ehemalige Mädchenbürgerschule, gründerzeitlicher Klinkerbau, bauhistorisch und kulturgeschichtlich bedeutend. Drei Geschosse, Klinkerbau, zwei Risalite, Vasenbekröntes Portal mit originaler Haustür mit Oberlicht und Klinke, gelbe Klinker mit Gliederung, Fenster alt. | 08971741 |
| Direkt Bild zu diesem Denkmal hochladen | Villa | August-Fritzsche-Straße 1 (Karte)                                                         | Um 1930 | Biedermeierlich gestalteter Villenbau der Zeit um 1930, baugeschichtlich von Bedeutung. Ein Geschoss, ausgebautes Dachgeschoss, Fenster alt, Fensterläden, Naturstein-Plattenfußweg, Fledermausgaupen, innen nicht gesehen. | 08971563 |
| Direkt Bild zu diesem Denkmal hochladen | Mietshaus in halboffener Bebauung | August-Fritzsche-Straße 2 (Karte)                                                         | 1910 | Ansprechende Fassadengestaltung mit aufwendigen Fensterbekrönungen, gründerzeitliche Klinkerfassade, baugeschichtlich von Bedeutung. Mit Tordurchfahrt, drei Geschosse, sechs Achsen, Mittelrisalit mit Dreiecksgiebel, erstes Obergeschoss mit aufwendigen Fensterbekrönungen, gelber Klinker, Fenster neu. Original: Haustür, Tor der Tordurchfahrt, Terrazzo, Treppenhaus, Hoftür, Kellertür, AWC-Türen. | 08971562 |
| Direkt Bild zu diesem Denkmal hochladen | Wohnhaus in offener Bebauung | August-Fritzsche-Straße 12 (Karte)                                                        | 1619 oder älter                                                                                               | Ehemalige Scharfrichterei, Seltenheitswert (letztes Zeugnis seiner Art im mitteldeutschen Raum), Ersterwähnung 1619, Putzbau mit Krüppelwalmdach, ortshistorische und kulturgeschichtliche Bedeutung. Zwei Geschosse, Putzfassade, Krüppelwalmdach, Holzgewände der Tür und der Fenster, Fassade völlig begrünt. | 08971564 |
| Direkt Bild zu diesem Denkmal hochladen | Wohnhaus in offener Bebauung, mit seitlicher Toranlage | Beerendorfer Straße 2 (Karte)                                                             | Um 1890 | Ansprechende Fassadengestaltung, gründerzeitliche Klinkerfassade mit lebensgroßer Figur aus Terrakotta, baugeschichtlich von Bedeutung. Zwei Geschosse, lebensgroße allegorische Figur aus Terrakotta im Risalit, Satteldach, roter Klinkersockel, Klinkergliederung mit roter Bänderung, saniert, Fenster und Dach neu. | 08971743 |
| Direkt Bild zu diesem Denkmal hochladen | Mietshaus in geschlossener Bebauung und in Ecklage | Bismarckstraße 1 (Karte)                                                                  | 1904 | Gut erhaltener gründerzeitlicher Klinkerbau in städtebaulich bedeutender Lage, baugeschichtlich von Bedeutung. Drei Geschosse, 8/4/3 Achsen, Erdgeschoss bräunliche Klinker, Obergeschosse gelber Klinker, erstes Obergeschoss mit Fensterbekrönungen, Ecke mit Giebelbekrönung (mit Obelisk und Vase). Original: Terrazzo, Treppenhaus, Hoftür. | 08971560 |
| Direkt Bild zu diesem Denkmal hochladen | Mietshaus in geschlossener Bebauung | Bismarckstraße 3 (Karte)                                                                  | 1905 | Mit Tordurchfahrt und Laden, gut erhaltener Bestandteil der geschlossenen gründerzeitlichen Straßenbebauung, historisierende Klinkerfassade, baugeschichtlich und städtebaulich von Bedeutung. Drei Geschosse, neun Achsen, gelbe Klinker mit farbiger Gliederung, verziertes Traufgesims, Fenster neu. | 08971561 |
| Direkt Bild zu diesem Denkmal hochladen | Mietshaus in geschlossener Bebauung | Bismarckstraße 3a (Karte)                                                                 | 1905 | Repräsentative gründerzeitliche Klinkerfassade, gut erhaltene Innenausstattung, baugeschichtlich und städtebaulich von Bedeutung. Drei Geschosse, fünf Achsen, im Erdgeschoss vermutlich alte Fenster, Klinkergliederung durch rote und weiße Klinker, Zwerchgiebel, Treppenhaus, Windfangtür mit Oberlicht, Terrazzo, zwei Wandbilder im Eingangsbereich. | 08971557 |
| Direkt Bild zu diesem Denkmal hochladen | Mietshaus in geschlossener Bebauung | Bismarckstraße 5 (Karte)                                                                  | 1906 | Repräsentative gründerzeitliche Klinkerfassade und gut erhaltene Innenausstattung, baugeschichtlich und städtebaulich von Bedeutung. Drei Geschosse, fünf Achsen, Risalit mit Zwerchgiebel, Klinkergliederung (gelbe und ockerfarbene Klinker), mit Fahnenmasthalter, Fenster neu, nur zwei Giebelfenster alt. Original: Treppenhaus, Windfangtür mit Oberlicht, Terrazzo, Wandfliesen mit Abschlussleiste. | 08971556 |
| Direkt Bild zu diesem Denkmal hochladen | Mietshaus in geschlossener Bebauung | Bismarckstraße 7 (Karte)                                                                  | 1907 | Bestandteil der straßentypischen gründerzeitlichen Klinkerarchitektur, baugeschichtlich und städtebaulich von Bedeutung. Drei Geschosse, fünf Achsen, Risalit mit kugelbekröntem Giebel, Fenster neu, Haustür original, Klinkergliederung, Fenster des Risalites im ersten Obergeschoss mit Fensterbekrönung, Terrazzo, Treppenhaus, Windfangtür. | 08971555 |
| Direkt Bild zu diesem Denkmal hochladen | Mietshaus in geschlossener Bebauung, mit Hofgebäude | Bismarckstraße 8 (Karte)                                                                  | 1905 | Bestandteil der geschlossenen Gründerzeitbebauung, Mietshaus mit Klinkerfassade, Hofgebäude gelbe Klinker, baugeschichtlich und städtebaulich von Bedeutung. Drei Geschosse, fünf Achsen, Risalit mit Dreiecksgiebel, nur Fenster des ersten Obergeschosses, Klinkergliederung, Haustür mit Oberlicht und Firmeninschrift „Möbel-Werkstätten“. Waschhausanbau vor 2013 abgebrochen. | 08971568 |
| Direkt Bild zu diesem Denkmal hochladen | Mietshaus in geschlossener Bebauung und in Ecklage | Bismarckstraße 9 (Karte)                                                                  | 1908 | Ortstypische Bauformen, gründerzeitlicher Klinkerbau, repräsentative Eckbetonung, von baugeschichtlicher und städtebaulicher Bedeutung. Dreigeschossig, Erdgeschoss mit Putzquaderung, Obergeschosse mit Klinkerverkleidung. | 08971850 |
| Direkt Bild zu diesem Denkmal hochladen | Mietshaus in geschlossener Bebauung | Bismarckstraße 10 (Karte)                                                                 | 1907 | Aufwendig dekorierte gründerzeitliche Klinkerfassade mit repräsentativen Fensterbekrönungen, baugeschichtlich von Bedeutung. Mit Tordurchfahrt, drei Geschosse, sieben Achsen, Laden (neu), mittlere drei Achsen durch Monumentallisenen eingefasst, Fenster dazwischen mit schöner Bekrönung, Dreiecksgiebel mit Kugelabschluss, Fenster alle neu. Original: Haustür mit Oberlicht in der Tordurchfahrt. | 08971569 |
| Direkt Bild zu diesem Denkmal hochladen | Mietshaus in halboffener Bebauung und in Ecklage | Bismarckstraße 11 (Karte)                                                                 | 1908 | Bestandteil der geschlossenen Bebauung der Neustadt mit dekorativem Giebel zur Gebäudeecke, gründerzeitlicher Klinkerbau, baugeschichtlich und städtebaulich von Bedeutung. Drei Geschosse, 7/1/7 Achsen, gelbe Klinker mit Gliederung durch rote Klinker, Gesimsgliederung, Eckbetonung durch Giebel mit Vasenbekrönung, innen nicht gesehen. | 08971554 |
| Direkt Bild zu diesem Denkmal hochladen | Mietshaus in geschlossener Bebauung | Bismarckstraße 12 (Karte)                                                                 | 1907 | Mit Tordurchfahrt und Laden, aufwendig dekorierte gründerzeitliche Klinkerfassade mit repräsentativem Giebel, ungewöhnliche Fassadengestaltung, baugeschichtlich von Bedeutung. Drei Geschosse, acht Achsen, Risalit mit sehr hohem Giebel, Vasenbekrönung, aufwendige Klinkergliederung (gelb und rot), Dekorformen an Gesimsen, Fenster alle neu. Original: Oberlicht des Tores, Treppenhaus, Terrazzo. | 08971570 |
| Direkt Bild zu diesem Denkmal hochladen | Mietshaus in geschlossener Bebauung | Bismarckstraße 14 (Karte)                                                                 | 1907 | Aufwendig dekorierte gründerzeitliche Klinkerfassade, baugeschichtlich von Bedeutung. Mit Tordurchfahrt, drei Geschosse, acht Achsen, aufwendige Klinkergliederung (wie Nummer 12), Fenster überwiegend neu, vier Stück alt. Original: Tor der Durchfahrt mit Oberlicht, Hoftür, Treppenhaus. Hofgebäude (gelbe Klinker), Abbruch vor 2008. | 08971571 |
| Direkt Bild zu diesem Denkmal hochladen | Doppelmietshaus in geschlossener Bebauung, Nr. 15 mit Hofgebäude | Bismarckstraße 15, 17 (Karte)                                                             | Um 1910 | Ansprechend gestaltete Mietshäuser im späthistoristischen Stil, Putzfassade mit Balkons und Fachwerk-Dachhäuschen, mit gut erhaltener Innenausstattung, baugeschichtlich von Bedeutung. Je Haus drei Geschosse, Risalit, zwei Balkone, Fachwerkaufbau mit Krüppelwalmdach über Risalit, Monumentallisenengliederung an den zurückliegenden Fassadenwänden, Putznutung im Erdgeschoss, Fenster neu. - Original (Nummer 15): Haustür, Terrazzo, Wandterrazzo mit Abschlussleiste, Wohnungstüren, Hoftür und Kellertür mit Klinke, Hofgebäude gelbe Klinker - Original (Nummer 17): Haustür, Hoftür, Terrazzo, Treppenhaus, Wohnungstüren, Wandterrazzo im Eingangsbereich mit Abschlussleiste, Schablonenmalerei | 08971553 |
| Direkt Bild zu diesem Denkmal hochladen | Mietshaus in geschlossener Bebauung | Bismarckstraße 16 (Karte)                                                                 | Um 1907 | Mit Tordurchfahrt und Laden, ansprechend dekorierte gründerzeitliche Klinkerfassade, baugeschichtlich von Bedeutung. Drei Geschosse, fünf Achsen, aufwendige Klinkergliederung (gelb und grün), vor allem in den beiden Fensterachsen und über dem Laden (Löwenkopf). Original: zwei Türen in der Tordurchfahrt und Tor, im Hof kleiner Klinkerbau. | 08971572 |
| Direkt Bild zu diesem Denkmal hochladen | Mietshaus in geschlossener Bebauung | Bismarckstraße 16a (Karte)                                                                | 1907 | Aufwendig dekorierte gründerzeitliche Klinkerfassade, baugeschichtlich von Bedeutung. Mit Tordurchfahrt, drei Geschosse, sieben Achsen, ehemals mit Laden, Risalit mit Dreiecksgiebel, Fenster alle neu, Tor der Tordurchfahrt neu, innen nicht gesehen, saniert. | 08971573 |
| Direkt Bild zu diesem Denkmal hochladen | Mietshaus in geschlossener Bebauung | Bismarckstraße 18 (Karte)                                                                 | 1906 | Aufwendig dekorierte gründerzeitliche Klinkerfassade, baugeschichtlich von Bedeutung. Drei Geschosse, neun Achsen, ehemals mit Laden, ansprechende Klinkergliederung, Risalit mit gestaffeltem Giebel, Fenster im Risalit aufwendig gestaltet, Giebel mit Vasen- und Kugelbekrönung, saniert. Original: Haustür. Innen nicht gesehen. | 08971574 |
| Direkt Bild zu diesem Denkmal hochladen | Mietshaus in geschlossener Bebauung | Bismarckstraße 20 (Karte)                                                                 | 1907 | Aufwendig dekorierte gründerzeitliche Klinkerfassade, baugeschichtlich von Bedeutung. Drei Geschosse, fünf Achsen, Risalit mit Zwerchgiebel, Kugelbekrönt, aufwendige Klinkergliederung (gelb) und Fensterumrahmungen, originale Haustür, saniert. | 08971575 |
| Direkt Bild zu diesem Denkmal hochladen | Mietshaus in halboffener Bebauung und Hofgebäude | Bismarckstraße 21 (Karte)                                                                 | Um 1910 | Vorderhaus mit Tordurchfahrt und Läden, aufwendige Fassadengestaltung, Klinkerfassade im Reformstil der Zeit um 1910, Hofgebäude mit gelber Klinkerfassade, baugeschichtlich von Bedeutung. Drei Geschosse, sechs Achsen, Laden im Erdgeschoss (neu), Fassadengliederung durch Lisenen, die seitlich des Dreieckgiebels mit Kugeln betont werden, innen nicht gesehen. | 08971549 |
| Direkt Bild zu diesem Denkmal hochladen | Mietshaus in geschlossener Bebauung (bauliche Einheit mit Nr. 24) | Bismarckstraße 22 (Karte)                                                                 | Um 1900 | Bestandteil der geschlossenen gründerzeitliche Bebauung in Klinkerbauweise aus der Zeit um 1900, baugeschichtlich von Bedeutung. Drei Geschosse, fünf Achsen, Risalit mit Dreiecksgiebel, schlichte Gestaltung, roter Klinker, saniert, Fenster neu. Original: Haustür. | 08971576 |
| Direkt Bild zu diesem Denkmal hochladen | Mietshaus in geschlossener Bebauung | Bismarckstraße 23 (Karte)                                                                 | Um 1900 | Straßentypische Fassadengestaltung der Jahrhundertwende um 1900, gründerzeitliche Klinkerfassade, baugeschichtlich von Bedeutung. Drei Geschosse, sieben Achsen, Fenster neu, aufwendige Gesimsgliederung mit Dekorband, schlichte Fensterbekrönungen. Original: Haustür mit Oberlicht. Innen nicht gesehen. | 08971548 |
| Direkt Bild zu diesem Denkmal hochladen | Mietshaus in geschlossener Bebauung (bauliche Einheit mit Nr. 22) | Bismarckstraße 24 (Karte)                                                                 | Um 1900 | Bestandteil der geschlossenen gründerzeitliche Bebauung in Klinkerbauweise aus der Zeit um 1900, baugeschichtlich von Bedeutung. Drei Geschosse, fünf Achsen, Risalit mit Dreiecksgiebel, schlichte Gestaltung, roter Klinker, Fenster neu. | 08971577 |
| Direkt Bild zu diesem Denkmal hochladen | Wohnhaus in geschlossener Bebauung | Bismarckstraße 25 (Karte)                                                                 | Um 1900 | Straßentypische Fassadengestaltung der Jahrhundertwende um 1900, gründerzeitliche Klinkerfassade, baugeschichtlich von Bedeutung. Mit Tordurchfahrt, zwei Geschosse, acht Achsen, Dreiecksgiebel, gelber Klinker mit grüner Klinkergliederung. Original: Tordurchfahrt mit Oberlicht, Hoftür mit Klinke, Kellertür mit Klinke, Wohnungstüren, Treppenhaus (ohne neuen Belag). | 08971547 |
| Direkt Bild zu diesem Denkmal hochladen | Mietshaus in geschlossener Bebauung | Bismarckstraße 26 (Karte)                                                                 | Bezeichnet mit 1908                                                                                           | Aufwendig dekorierte Klinkerfassade der Zeit nach 1900, baugeschichtlich von Bedeutung. Mit Tordurchfahrt, drei Geschosse, fünf Achsen, gelber Klinker mit Klinkergliederung, Fensterbekrönung, Mittelrisalit mit repräsentativem Giebel, Laden im Erdgeschoss neu, Tor der Tordurchfahrt teilweise alt, innen nicht gesehen. | 08971551 |
| Direkt Bild zu diesem Denkmal hochladen | Mietshaus (ehemals mit Gaststätte „Lober-Eck“) in geschlossener Bebauung und in Ecklage | Bismarckstraße 28 (Karte)                                                                 | 1908 | Aufwendige Fassadengestaltung mit repräsentativen Giebeln, gründerzeitlicher Klinkerbau, städtebaulich und baugeschichtlich von Bedeutung. Drei Geschosse, 5/6 Achsen, gelber Klinker mit aufwendiger Gliederung (mit roten Klinkersteinen und Dekorsteinen), repräsentativer Giebelabschluss, Fenster neu, innen nicht gesehen. | 08971550 |
| Direkt Bild zu diesem Denkmal hochladen | Mietshaus in halboffener Bebauung (bauliche Einheit mit Loberstraße 9) | Bismarckstraße 28a (Karte)                                                                | Um 1908 | Bestandteil der straßentypischen gründerzeitlichen Klinkerbauweise, baugeschichtlich von Bedeutung. Drei Geschosse, fünf Achsen, Fenster alle neu, roter Klinker mit schlichter Putzgliederung. Original: Haustür und Hoftür. | 08971578 |
| Direkt Bild zu diesem Denkmal hochladen | Doppelmietshaus in offener Bebauung | Bismarckstraße 30, 32 (Karte)                                                             | 1902 | Bestandteil der straßentypischen gründerzeitlichen Klinkerbauweise, baugeschichtlich von Bedeutung. Doppelmietshaus jeweils: Zwei Geschosse, sieben Achsen, ausgebautes Dachgeschoss, saniert, roter Klinkersockel, gelbe Klinkerfassade, schlichte Fensterbekrönung. Nummer 32: originales Treppenhaus. | 08971579 |
| Direkt Bild zu diesem Denkmal hochladen | Mietshaus in halboffener Bebauung | Bismarckstraße 33 (Karte)                                                                 | 1933 | Mit Tordurchfahrt und Laden, Putzfassade mit Klinkergliederung, eines der wenigen erhaltenen Zeugnisse eines Anfang der 1930er Jahre errichteten Gebäudes im Stil der Neuen Sachlichkeit, baugeschichtlich von Bedeutung. Drei Geschosse, drei Achsen, gegliederter Klinkersockel, Klinkergliederung zwischen den Fenstern, Fenster alt, Treppenhausfenster original. | 08971546 |
| Direkt Bild zu diesem Denkmal hochladen | Mietshaus in halboffener Bebauung | Bismarckstraße 34 (Karte)                                                                 | Um 1900 | Bestandteil der geschlossenen Straßenbebauung aus der Zeit um 1900, baugeschichtlich von Bedeutung. Drei Geschosse, fünf Achsen, schlichte Klinkergliederung (gelbe und rote Klinker), Fenster alle neu, Hofgebäude gelbe Klinker. Original: Treppenhaus, Kellertür. Innen nicht gesehen. | 08971581 |
| Direkt Bild zu diesem Denkmal hochladen | Wohnhaus in halboffener Bebauung | Bismarckstraße 36 (Karte)                                                                 | Um 1900 | Bestandteil der geschlossenen Straßenbebauung aus der Zeit der Jahrhundertwende um 1900, baugeschichtlich von Bedeutung. Zwei Geschosse, sechs Achsen, schlichte Klinkergliederung, Traufgesims mit Dekorsteinen, zwei Dachhäuschen, Fenster alle neu. Original: Fußbodenfliesen mit Muster, Holzverkleidung im Treppenhaus, Wohnungstüren. Seitliche Toranlage (mit schmiedeeisernem Tor) vermutlich vor 2008 abgebrochen. | 08971582 |
| Direkt Bild zu diesem Denkmal hochladen | Mietshaus in halboffener Bebauung | Bismarckstraße 45 (Karte)                                                                 | Bezeichnet mit 1912                                                                                           | Putzfassade, repräsentativ gestaltetem Eingangsbereich und gut erhaltener, qualitätsvoller Innenausstattung, Reformstil-Architektur, baugeschichtlich von Bedeutung. Mit Tordurchfahrt, drei Geschosse, zwölf Achsen, zwei Seitenrisalite mit Dreiecksgiebel, Eingangsgestaltung mit aufwendiger Reliefgestaltung, Risalite mit Putzspiegeln, Fenster überwiegend alt, im Erdgeschoss leichte Veränderung durch Fenstereinbau, Tordurchfahrt, bezeichnet mit 1912 „HD“. Original: Haustür mit Klinke, Hoftür, Kellertür mit Klinke, Terrazzo, Windfangtür mit Strukturglas und Oberlicht, Treppenhausfenster mit Resten von Bleiverglasung, zwei ovale Wandgemälde, Schablonenmalerei, Wohnungstüren. | 08971542 |
| Direkt Bild zu diesem Denkmal hochladen | Wohnhaus in halboffener Bebauung, mit Hofgebäude | Bismarckstraße 48 (Karte)                                                                 | 1902 | Relativ ungestört erhaltener, schlichter straßentypischer Gründerzeitbau, Klinkerfassade, mit originaler Innenausstattung, baugeschichtlich von Bedeutung. Zwei Geschosse, sieben Achsen, gelbe Klinker mit roter Klinkergliederung. Original: Hoftür, Fußbodenfliesen mit Muster, Wohnungstür, Treppenhaus. | 08971916 |
| Direkt Bild zu diesem Denkmal hochladen | Wohnhaus in halboffener Bebauung, mit seitlichem Toreinfahrt und Hofgebäude | Bismarckstraße 52 (Karte)                                                                 | Um 1900 | Vorderhaus mit Laden, gründerzeitliche Klinkerfassade mit aufwendiger, kugelbekrönter Giebelgestaltung, baugeschichtlich von Bedeutung. Zwei Geschosse, sieben Achsen, gelbe Klinker mit grüner Klinkergliederung, aufwendige Giebelgestaltung mit Kugelbekrönung (Blickfang in der Straße), Fenster neu, Gesimsgliederung, schlichte Fensterbekrönung. | 08971543 |
| Direkt Bild zu diesem Denkmal hochladen | Wohnhaus in halboffener Bebauung und in Ecklage | Bismarckstraße 64 (Karte)                                                                 | 1903 | Ansprechend gestalteter Gründerzeitbau, eckbetonte Klinkerfassade, städtebaulich und baugeschichtlich von Bedeutung. Zwei Geschosse, 3/4 Achsen, gelbe Klinker mit roter Klinkergliederung, farbige Formsteine als Gesimsgliederung, Fenster neu, Haustür neu, innen nicht gesehen, relativ aufwendige Fenstergestaltung. Ehemals mit Waschhaus im Hof, Waschhaus vor 2014 abgebrochen. | 08971541 |
| Direkt Bild zu diesem Denkmal hochladen | Schule (ehemalige Knaben-Bürgerschule, heute Haus Diesterweg des Christian-Gottfried-Ehrenberg-Gymnasium) | Bitterfelder Straße 15 (Karte)                                                            | 1870–1871 | Repräsentativer gründerzeitlicher Klinkerbau mit dekorierter Fassade, von bauhistorischer und ortsgeschichtlicher Bedeutung. Drei Geschosse, zehn Achsen, Klinkersockel, vierachsiger Mittelrisalit, alte Eingangstür, Fenster neu, saniert, drei Medaillons, gelb-weiße Klinker mit roter Klinkergliederung und Dekorsteinen, insgesamt reich dekorierte Fassade. | 08971605 |
| Direkt Bild zu diesem Denkmal hochladen | Mietshaus in geschlossener Bebauung und in Ecklage | Bitterfelder Straße 17 (Karte)                                                            | Bezeichnet mit 1900                                                                                           | Mit Läden (darunter Gaststätte), straßenbildprägendes Gebäude, gründerzeitliche Klinkerfassade, städtebaulich und baugeschichtlich von Bedeutung. Drei Geschosse, 15/1/5 Achsen, gelbe Klinker mit Gliederung, Dekorplatten, geschwungener Giebel, saniert, Fenster alle neu. | 08971658 |
| Direkt Bild zu diesem Denkmal hochladen | Gedenkstein für die Opfer des Faschismus | Bitterfelder Straße 23 (neben) (Karte)                                                    | 1970er Jahre                                                                                                  | Künstlerisch und ortsgeschichtlich von Bedeutung. Gedenkstein aus Muschelkalkstein mit Relief „Liegender Mann“, Text „Die Opfer des Faschismus mahnen zum Frieden in der Welt“. | 08971949 |
| Direkt Bild zu diesem Denkmal hochladen | Mietshaus in halboffener Bebauung und in Ecklage (bauliche Einheit mit Dübener Straße 1) | Bitterfelder Straße 24 (Karte)                                                            | Um 1900 | Ehemals mit Eckladen, repräsentative Fassadengestaltung, gründerzeitliche Klinkerfassade, exponierte Lage, städtebaulich und baugeschichtlich von Bedeutung. Drei Geschosse, 7/1/7 Achsen, gelbe Klinker mit roter Bänderung, Eckerker, Fenster neu, Laden neu, Dekorplatten, drei Risalite mit dekorativem Giebelabschluss. Eckladen nach Sanierung 2015 beseitigt. | 08971625 |
| Direkt Bild zu diesem Denkmal hochladen | Mietshaus in halboffener Bebauung (bauliche Einheit mit Bitterfelder Straße 27) | Bitterfelder Straße 25 (Karte)                                                            | 1906 | Qualitätsvolle Fassadengestaltung mit repräsentativem Portal, gründerzeitliche Putzfassade, baugeschichtlich von Bedeutung. Vier Geschosse, sechs Achsen, Putz mit Nutung über die gesamte Fassade, Fenster alle neu, von Säulen gerahmtes Portal, Treppenhaus. | 08971595 |
| Direkt Bild zu diesem Denkmal hochladen | Wohnhaus in halboffener Bebauung | Bitterfelder Straße 26 (Karte)                                                            | Um 1900 | Straßentypischer gründerzeitlicher Klinkerbau mit gut erhaltener Innenausstattung, baugeschichtlich von Bedeutung. Mit Tordurchfahrt, zwei Geschosse, acht Achsen, vier Dachgaupen, Mittelrisalit mit Dreiecksgiebel, gelbe Klinker mit grüner Bänderung, Dekorplatten, im Mittelrisalit aufwendige Fensterbekrönungen. Originale Tür mit Klinke und Oberlicht, AWC-Türen. | 08971659 |
| Direkt Bild zu diesem Denkmal hochladen | Mietshaus in geschlossener Bebauung (bauliche Einheit mit Bitterfelder Straße 25) | Bitterfelder Straße 27 (Karte)                                                            | 1906 | Qualitätsvolle Fassadengestaltung mit repräsentativem Portal, gründerzeitliche Putzfassade, baugeschichtlich von Bedeutung. Vier Geschosse und Dachgeschoss, sehr schöne alte Fenster und Fenstereinfassungen mit Jalousien, von Säulen gerahmtes Portal. | 08971594 |
| Direkt Bild zu diesem Denkmal hochladen | Wohnhaus in geschlossener Bebauung | Bitterfelder Straße 28 (Karte)                                                            | Um 1900 | Straßentypischer gründerzeitlicher Klinkerbau mit Gesprenge-Giebel und gut erhaltener Innenausstattung, baugeschichtlich von Bedeutung. Zwei Geschosse, sechs Achsen, Mittelrisalit mit Dreiecksgiebel und Außengespärre, gelbe Klinker mit grüner Bänderung, Dekorplatten, saniert, Fenster neu, zwei Dachgaupen. Original: Terrazzo, Hoftür, AWC-Türen, Wohnungstüren. | 08971660 |
| Direkt Bild zu diesem Denkmal hochladen | Wohnhaus in geschlossener Bebauung | Bitterfelder Straße 28a (Karte)                                                           | Um 1900 | Mit Laden, straßentypischer Klinkerbau mit aufwendig gestaltetem Mittelrisalit, gut erhaltene Innenausstattung, baugeschichtlich von Bedeutung. Zwei Geschosse, sechs Achsen, Mittelrisalit mit ansprechend gestaltetem Giebel, Dekorplatten, zwei Dachgaupen. Original: Laden, Haustür mit Oberlicht, Terrazzo, Haustür mit Klinke, AWC-Türen, Treppenhaus, Wohnungstüren. | 08971661 |
| Direkt Bild zu diesem Denkmal hochladen | Wohnhaus in halboffener Bebauung | Bitterfelder Straße 30 (Karte)                                                            | Bezeichnet mit 1901                                                                                           | Straßentypische gründerzeitliche Fassadengestaltung, Klinkerfassade, Mittelrisalit mit Treppengiebel, baugeschichtlich von Bedeutung. Zwei Geschosse, acht Achsen, Mittelrisalit mit gestaffeltem Giebel, gelbe Klinker mit Gliederung, saniert, Fenster und vier Dachgaupen neu, heute Verwaltungsgebäude des Krankenhauses (Dübener Straße 3). | 08971662 |
| Direkt Bild zu diesem Denkmal hochladen | Mietshaus in offener Bebauung und in Ecklage | Bitterfelder Straße 36 (Karte)                                                            | 1909 | Ansprechend gestalteter gründerzeitlicher Klinkerbau mit aufwendigen Verzierungen, in städtebaulich wichtiger Lage. Vier Geschosse, acht Achsen, sehr schöne Gestaltung des Risalites oberhalb des Portals, ähnliche Fassadengestaltung wie anschließende Bauten (Nummer 38, 40 etc.), nur noch Fenster im Risalit alt, späterer Aufbau. | 08971954 |
| Direkt Bild zu diesem Denkmal hochladen | Wohnhaus in halboffener Bebauung | Bitterfelder Straße 37 (Karte)                                                            | Um 1900 | Ansprechend gestalteter gründerzeitlicher Klinkerbau, baugeschichtlich von Bedeutung. Zwei Geschosse, sechs Achsen, schlichte Gliederung, bekrönter Dreiecksgiebel, Erdgeschoss durch Fenstereinbauten gestört, ansonsten aber ansprechende Gliederung (wie z. B. Traufkonsolen, Akroterien), Fenster im Obergeschoss alt. Hofgebäude vor 2008 abgebrochen. | 08971953 |
| Direkt Bild zu diesem Denkmal hochladen | Mietshaus in halboffener Bebauung | Bitterfelder Straße 38 (Karte)                                                            | Um 1900 | Aufwendig gestaltete gründerzeitliche Klinkerfassade, baugeschichtlich von Bedeutung. Drei Geschosse, sechs Achsen, gelbe Klinker, aufwendige Fassadengliederung, im Erdgeschoss gotisierende Fensterrahmungen. Original: Haustür, Terrazzo, Wohnungstüren, Treppenhaus, Treppenhausfenster mit Strukturglas. | 08971593 |
| Direkt Bild zu diesem Denkmal hochladen | Wohnhaus in halboffener Bebauung, mit Vorgarten, Einfriedung und Hofgebäude | Bitterfelder Straße 39 (Karte)                                                            | Um 1900 | Typischer Klinkerbau aus der Zeit um 1900, baugeschichtlich von Bedeutung. Zwei Geschosse, sieben Achsen, Dreiecksgiebel, saniert, alle Fenster neu, Gliederung der Fassade durch Gesimse und Traufkonsolen, Nebengebäude (gelbe Klinker). | 08971586 |
| Direkt Bild zu diesem Denkmal hochladen | Mietshaus in geschlossener Bebauung | Bitterfelder Straße 40 (Karte)                                                            | 1908 | Mit Laden, repräsentative Fassadengestaltung, gründerzeitlicher Klinkerbau, baugeschichtlich von Bedeutung. Drei Geschosse, sieben Achsen, alle Fenster neu, Haustür neu, ebenfalls repräsentative Gliederung. Original: Terrazzo, Treppenhaus. | 08971592 |
| Direkt Bild zu diesem Denkmal hochladen | Mietshaus in geschlossener Bebauung | Bitterfelder Straße 40a (Karte)                                                           | Um 1908 | Repräsentativ gestaltete gründerzeitliche Klinkerfassade, baugeschichtlich von Bedeutung. Drei Geschosse, sechs Achsen, zweiachsiger Mittelrisalit, aufwendige Klinkergestaltung (gelbe, rote und blaue Klinker) sowie repräsentativer Giebelabschluss, alle Fenster alt, schöne Haustür mit Oberlicht. | 08971591 |
| Direkt Bild zu diesem Denkmal hochladen | Mietshaus in geschlossener Bebauung | Bitterfelder Straße 42 (Karte)                                                            | Um 1900/1910                                                                                                  | Zeittypisch gestaltete gründerzeitliche Klinkerfassade, baugeschichtlich von Bedeutung. Drei Geschosse, sieben Achsen, vermutlich ehemals mit Laden, gelb-rote Klinker, aufwendige Fensterbekrönungen im ersten Obergeschoss, wird zurzeit saniert. Original: Terrazzo, Treppenhaus. | 08971590 |
| Direkt Bild zu diesem Denkmal hochladen | Mietshaus in geschlossener Bebauung | Bitterfelder Straße 44 (Karte)                                                            | Um 1900/1910                                                                                                  | Ortsüblich gestaltete gründerzeitliche Klinkerfassade, baugeschichtlich von Bedeutung. Drei Geschosse, acht Achsen, ehemals mit Laden, gelbe Klinker mit Gliederung, aufwendig gestalteter zweiachsiger Risalit mit Kugelbekrönung, alle Fenster alt. Original: Hoftür, Treppenhaus, Treppenhausfenster. | 08971589 |
| Direkt Bild zu diesem Denkmal hochladen | Mietshaus in geschlossener Bebauung | Bitterfelder Straße 45 (Karte)                                                            | Um 1915 | Mit Läden, gut erhaltene und ansprechende Fassadengestaltung, Putzfassade im Reformstil der Zeit um 1910, baugeschichtlich von Bedeutung. Drei Geschosse, schlichte Putzgliederung (Lisenen, Girlanden), Fenster überwiegend alt, originale Eingangstüren (zwei Ladentüren, eine Haustür), innen nicht gesehen, Dach neu. | 08971811 |
| Direkt Bild zu diesem Denkmal hochladen | Mietshaus in geschlossener Bebauung | Bitterfelder Straße 46 (Karte)                                                            | Um 1900/1910                                                                                                  | Repräsentativ gestaltete gründerzeitliche Klinkerfassade, baugeschichtlich von Bedeutung. Mit Tordurchfahrt, drei Geschosse, sechs Achsen, zweiachsiger Risalit mit bekröntem Giebel (Vase mit Obelisk), aufwendige Fassadengestaltung, z. B. mit Diamantquadern, Dekorsteinen, Erdgeschoss leicht verändert, Schlussstein über der Tordurchfahrt. Original: Tor mit Oberlicht, Hoftür, Treppenhausfenster mit Strukturglas, eiserne Kellerschranke, Wohnungstüren, AWC-Türen, ein Fenster alt. Werkstattgebäude im Hof vor 2008 abgebrochen. | 08971588 |
| Direkt Bild zu diesem Denkmal hochladen | Mietshaus in halboffener Bebauung, mit Vorgarten und Einfriedung | Bitterfelder Straße 48 (Karte)                                                            | Um 1900/1910                                                                                                  | Repräsentativ gestaltete gründerzeitliche Klinkerfassade, baugeschichtlich von Bedeutung. Drei Geschosse, sieben Achsen, zweiachsiger Risalit mit kugelbekröntem Dreiecksgiebel, Putznutung im Erdgeschoss, außer zwei Fenstern im Giebel alle Fenster neu. Original: Hoftür, AWC-Türen, Türen in den Wohnungen relativ aufwendig, Fensterbekrönungen im ersten Obergeschoss, Ladeninschrift über ehemaligem Laden. | 08971587 |
| Direkt Bild zu diesem Denkmal hochladen | Brauereikeller | Bitterfelder Straße 50 (Karte)                                                            | Um 1850 | Mehrere Kellergewölbe einer ehemaligen Brauerei, ortsgeschichtliche Bedeutung. Wohnhaus zwei Geschosse, roter Backsteinbau, aber kein Denkmal. | 08971810 |
| Direkt Bild zu diesem Denkmal hochladen | Wohnanlage Mitteldeutsche Heimstätten (Sachgesamtheit): Wohnhauszeile (keine Einzeldenkmale) mit Vorgärten | Bitterfelder Straße 54, 56, 58, 60, 62, 64, 64a, 66, 66a, 68, 70, 72, 74, 76, 78 (Karte)  | 1930–1931 | Wohnhäuser der Mitteldeutsche Heimstätten Magdeburg, Putzbauten mit Flachdächern, im Stil der klassischen Moderne, baugeschichtlich, sozialgeschichtliche und stadtentwicklungsgeschichtlich von Bedeutung, 2,5 Geschosse, verputzt, glatt saniert. Die Wohnanlage wurde 1930/1931 durch die Mitteldeutsche Heimstätten GmbH Magdeburg errichtet, die Pläne stammen vom Architekten Dipl.-Ing. Wiehr. Es handelt sich um eine langgezogene Wohnzeile, die aus drei Wohnblöcken und vier Riegelbauten besteht und sich entlang der Ostseite der Bitterfelder Straße erstreckt. Die Riegelbauten springen straßenseitig weit vor die zweieinhalbgeschossigen Wohnblöcke und überragen diese um ein Geschoss, somit entsteht ein rhythmisches äußeres Erscheinungsbild. Entsprechend den Gestaltungsprinzipien des Neuen Bauens der Zeit um 1930 sind die Fassaden kaum gegliedert. Ihre Wirkung beruht vor allem auf dem Verhältnis von Wand und Öffnung. Typisch für eine solche Architektur sind auch die Flachdächer. Als Begrenzungzone und zur Auflockerung sind vor den Bauten Vorgärten angelegt, die zur Straße hin durch Hecken eingefasst werden. Die Wohnanlage ist ein Zeugnis für den sozialen Wohnungsbau in der Weimarer Republik, dadurch erlangt sie sowohl einen bau- als auch sozialgeschichtlichen Aussagewert. Für Delitzsch gehört sie zu den wichtigsten Beispielen dieser Art am Ort. Zudem verweist sie auf die bauliche Entwicklung der Stadt in der Zeit zwischen den beiden Weltkriegen, hieraus resultiert ihre ortsentwicklungsgeschichtliche Bedeutung.                                                       | 08971809 |
|                                         | Wasserwerk Delitzsch, Gebäudeteil Pumpenhaus (mit Junkers-Dieselmotor, Pumpen, Hallenkran mit Laufkatze, Gaslaternenbeleuchtung) | Bitterfelder Straße 80 (Karte)                                                            | Um 1900 (Wasserwerk); 1920er Jahre und früher (Technik)                                                       | Technikgeschichtlich und ortsgeschichtlich von Bedeutung. Junkers-Dieselmotor: Pumpen und Dieselmotor aus den 1920er Jahren. | 09259828 |
| Weitere Bilder                          | Wohnhaus in geschlossener Bebauung und in Ecklage | Breite Straße 3 (Karte)                                                                   | 1543 (Dendro)                                                                                                 | Bestandteil der kleinteiligen Altstadtbebauung in städtebaulich wichtiger Lage, prägnanter Fachwerkbau (Andreaskreuze, Kopfstreben), hausgeschichtlich und baugeschichtlich von Bedeutung, zwei Geschosse, Krüppelwalmdach | 08971792 |
|                                         | Wohnhaus in geschlossener Bebauung | Breite Straße 5 (Karte)                                                                   | Um 1540 (Dendro)                                                                                              | Ehemals mit Ladeneinbau, Putzbau mit klassizistischer Haustür, Bestandteil der kleinteiligen Altstadtbebauung, baugeschichtlich und städtebaulich von Bedeutung. Zwei Geschosse, alter Kern, Ende 19. Jahrhundert baulich verändert (geschwungener Giebel), schlichte Fassade, alte Haustür mit Oberlicht, alte Fenster. | 08971793 |
|                                         | Wohnhaus in geschlossener Bebauung | Breite Straße 13 (Karte)                                                                  | 17./18. Jahrhundert                                                                                           | Bestandteil der kleinteiligen Altstadtbebauung, Putzfassade und steiles Satteldach, baugeschichtlich und städtebaulich von Bedeutung. Zwei Geschosse, Laden im Erdgeschoss, vermutlich Fachwerk-Obergeschoss, hohes Satteldach, bewegter Dachstuhl und Traufe, alte Fenster. | 08971794 |
|                                         | Wohnhaus in geschlossener Bebauung | Breite Straße 14 (Karte)                                                                  | 19. Jahrhundert, vermutlich im Kern älter                                                                     | Mit Laden (darüber alter Werbeschriftzug), Bestandteil der typischen kleinteiligen Altstadtbebauung, Putzfassade und steiles Satteldach, baugeschichtlich und städtebaulich von Bedeutung. Zwei Geschosse, alter Laden und alte Haustür mit Oberlicht und Klinke, Fenster neu, Dachstuhl alt, alte Biberschwanzdeckung. | 08971791 |
| Weitere Bilder                          | Wohnhaus (mit Löwen-Apotheke) in geschlossener Bebauung | Breite Straße 15 (Karte)                                                                  | 1915, im Kern vielleicht 17. Jahrhundert                                                                      | Mit zwei Läden im Erdgeschoss, wichtiger Bestandteil der Altstadtbebauung, Fassade im Reformstil der Zeit um 1910 überformt, ortshistorisch und kulturgeschichtliche Bedeutung. Zwei Geschosse, schlichte Putzgliederung, schöne Haustür mit Oberlicht und geschliffener Scheibe sowie Strukturglas, Löwe unter der Eingangstür der Apotheke sowie Werbeinschrift, zwei Dachgaupen. | 08971795 |
| Weitere Bilder                          | Wohnhaus in geschlossener Bebauung | Breite Straße 18 (Karte)                                                                  | Bezeichnet mit 1583                                                                                           | Bedeutender Renaissancebau, genannt „Das schöne Haus“, mit Sitznischenportal und gewölbter Eingangshalle, steiles Satteldach (Volutengiebel rekonstruiert), kulturgeschichtlich, künstlerisch, ortsgeschichtlich und baugeschichtlich bedeutsam. Das ehemals steile Dach wurde Mitte der 1950er Jahre abgerissen, zwei kannelierte dorische Säulen am Portal, Portal mit Dreiecksgiebel, saniert, bezeichnet mit 1583 „IB“. | 08971789 |
|                                         | Wohnhaus in geschlossener Bebauung | Breite Straße 20 (Karte)                                                                  | 17. Jahrhundert                                                                                               | Bestandteil der kleinteiligen Kernstadtbebauung, Putzfassade, steiles Satteldach, baugeschichtlich und städtebaulich von Bedeutung, drei Geschosse, zwei Achsen, sehr schmal, saniert | 08971788 |
|                                         | Wohnhaus in geschlossener Bebauung | Breite Straße 22 (Karte)                                                                  | 17. Jahrhundert                                                                                               | Bestandteil der Altstadtbebauung, interessant gegliederte Putzfassade, steiles Satteldach, baugeschichtlich und städtebaulich von Bedeutung. Drei Geschosse, fünf Achsen, hohes Satteldach, alter Dachstuhl, schlichte Putzgliederung (um 1915?). | 08971787 |
|                                         | Wohnhaus in geschlossener Bebauung und in Ecklage, mit Anbau zur Kreuzgasse | Breite Straße 24 (Karte)                                                                  | Im Kern 17. Jahrhundert, später überformt                                                                     | Mit Ladeneinbauten (mit altem Werbeschriftzug), stattlicher Bau im Kernstadtbereich, klassizistische Putzfassade des 19. Jahrhunderts, steiles Satteldach, baugeschichtlich und städtebaulich von Bedeutung. - Wohnhaus: drei Geschosse, Satteldach, Gesimsgliederung, saniert, neue Fenster, stattlicher Bau, Putznutung im Erdgeschoss, alter Dachstuhl, doppelte Biberschwanzdeckung, Werbeschriftzug „Seifen, Besen, Bürsten“ - Anbauten zur Kreuzgasse: kleiner zweigeschossiger Putzbau und Werkstattgebäude mit Ziegelsteinfassade, Erweiterungsbau Kreuzgasse 2a ist nach entstellendem Umbau (vor 2015) kein Teil des Denkmals mehr - Mosaikstern-Pflasterung vor dem Eingang, sternförmige Pflasterung am Eingang: vor 2015 beseitigt | 08971786 |
|                                         | Wohnhaus in geschlossener Bebauung und in Ecklage | Breite Straße 25 (Karte)                                                                  | 19. Jahrhundert                                                                                               | Mit Ladeneinbauten, Bestandteil der kleinteiligen Altstadtbebauung in städtebaulich bedeutender Lage, einfache Putzfassade, steiles Satteldach, baugeschichtlich von Bedeutung. Zwei Geschosse, vermutlich Fachwerk-Obergeschoss, bewegter Dachstuhl, doppelte Biberschwanzdeckung, neue Fenster. | 08971796 |
|                                         | Wohnhaus in halboffener Bebauung und in Ecklage, mit Anbau zur Kreuzgasse (dort Sitznischenportal) | Breite Straße 26 (Karte)                                                                  | 16. Jahrhundert, später überformt (Wohnhaus); 18. Jahrhundert (Seitenflügelanbau); nach 1900 (Nebengebäude)   | Mit Ladeneinbau, bedeutender Bestandteil der Kernstadtbebauung, spätgründerzeitliche Putzfassade, steiles Satteldach, im Kern ein Renaissancebau mit Sitznischenportal am Nebengebäude, hausgeschichtlich und baugeschichtlich von Bedeutung. Zwei Geschosse, vermutlich Fachwerkbau, nach 1900 umgestaltet, aus dieser Zeit schlichte Putzdekoration, Fenster im Obergeschoss alt, Laden neu, Anbau zu Kreuzgasse mit Sitznischenportal, Winterfenster (alt), saniert. | 08971785 |
|                                         | Wohnhaus in geschlossener Bebauung | Breite Straße 30 (Karte)                                                                  | 17. Jahrhundert, im Kern wohl älter, später überformt                                                         | Bestandteil der typischen kleinteiligen Kernstadtbebauung, Wohnhaus mit einfacher Putzfassade und steilem Satteldach, baugeschichtlich, hausgeschichtlich und städtebaulich von Bedeutung. Zwei Geschosse, verputztes Fachwerk-Obergeschoss, vermutlich ehemals mit Laden, alle Fenster alt. Original: Haustür mit Oberlicht. Bewegte Traufe und bewegter Dachstuhl, Giebel Fachwerk (zu Nummer 28), außenliegende Balkenköpfe am Traufgesims, gekachelte Inneneinrichtung des Fleischerladens um 1900, mit kleinem Nebengebäude im Hof, Hofgebäude gelber Klinkerbau, Abbruch vor 2008. Ehemals mit Laden (mit originaler Ausstattung, bemerkenswerte Inneneinrichtung eines Fleischerladens aus der Zeit um 1900, laut Mitteilung der Stadt Delitzsch vom 17. November 2015 Ladeneinrichtung nicht mehr vorhanden). | 08971783 |
| Weitere Bilder                          | Breiter Turm (Einzeldenkmal zu ID-Nr. 08971943) | Breite Straße 34 (Karte)                                                                  | Wohl 1395 | Einzeldenkmal der Sachgesamtheit Stadtbefestigung; Teil der mittelalterlichen Stadtbefestigungs- und Wehranlage, stadtgeschichtlich und kulturgeschichtlich bedeutend | 08971718 |
| Direkt Bild zu diesem Denkmal hochladen | Wohnhaus in offener Bebauung | Döbernitzer Weg 1 (Karte)                                                                 | Um 1900 | Gründerzeitliches Gebäude mit ansprechend gegliederter Klinkerfassade, baugeschichtlich von Bedeutung. Zwei Geschosse, sechs Achsen, gelbe Klinker mit Gliederung, Dekorplatten, zwei Dachfenster, doppelte Biberschwanzdeckung, alle Fenster neu, innen nicht gesehen, Natursteinsockel, Fensterbekrönungen, Gesimsgliederung, Traufkonsölchen. | 08971739 |
| Direkt Bild zu diesem Denkmal hochladen | Mietshaus in halboffener Bebauung (bauliche Einheit mit Bitterfelder Straße 24) und seitliche Toreinfahrt | Dübener Straße 1 (Karte)                                                                  | Um 1900 | Repräsentative Fassadengestaltung, gründerzeitliche Klinkerfassade, baugeschichtlich von Bedeutung. Drei Geschosse, sechs Achsen, gelbe Klinker mit roter Klinkerbänderung, zwei Seitenrisalite, schlichte Klinkergliederung mit Dekorsteinen, saniert, Fenster alle neu. | 08971626 |
|                                         | Haus 1 des Krankenhauses (ohne Anbauten) | Dübener Straße 3 (Karte)                                                                  | Um 1895 | Letzter noch erhaltener Bestandteil der alten Krankenhausbauten des ausgehenden 19. Jahrhunderts, gründerzeitliche Klinkerfassade (der Turm eine Ergänzung der 1950er Jahre), baugeschichtlich und ortsgeschichtlich von Bedeutung. Zwei Geschosse, gelber Klinkerbau, Walmdach, in der Mitte Turm (1950er Jahre?), schlichte Klinkergliederung, Fenster überwiegend alt. | 08971627 |
| Direkt Bild zu diesem Denkmal hochladen | Wohnhaus in geschlossener Bebauung und in Ecklage | Dübener Straße 11 (Karte)                                                                 | Bezeichnet mit 1892                                                                                           | Mit Eckladen, ortstypische Gründerzeitbebauung, Klinkerfassade, baugeschichtlich und städtebaulich von Bedeutung. Zwei Geschosse, 10/1/7 Achsen, gelbe Klinker mit Gliederung, rote Klinkerbänderung, verschiedene Giebel mit Bekrönung, Fenster und Laden neu. | 08971640 |
| Direkt Bild zu diesem Denkmal hochladen | Wohnhaus in geschlossener Bebauung | Dübener Straße 13 (Karte)                                                                 | Um 1892 | Ortstypische Gründerzeitbebauung, Klinkerfassade, baugeschichtlich und städtebaulich von Bedeutung. Ehemals mit Laden, zwei Geschosse, neun Achsen, gelbe Klinker mit Klinkergliederung, vier Dachgaupen, Dreiecksgiebel mit Bekrönung, Fenster alle neu (nach Sanierung 2015 ist das Gebäude ohne Laden, Mitteilung der Stadt Delitzsch 17. November 2015). | 08971641 |
| Direkt Bild zu diesem Denkmal hochladen | Wohnhaus in halboffener Bebauung und in Ecklage | Dübener Straße 15 (Karte)                                                                 | Bezeichnet mit 1892                                                                                           | Mit Läden, ortstypische Gründerzeitbebauung, Klinkerfassade, baugeschichtlich und städtebaulich von Bedeutung. Zwei Geschosse, zu jeder Seite ein bekrönter Dreiecksgiebel, Fenster alle neu, gelbe Klinker mit roter Bänderung, schlichte Gesimsgliederung. | 08971642 |
|                                         | Schule, mit Einfriedung, Grünfläche vor der Schule (mit Wegpflasterung) und Turnhalle im Schulhof (ehemaliges Lehrerseminar, heute Haus Reime des Christian-Gottfried-Ehrenberg-Gymnasiums) | Dübener Straße 20 (Karte)                                                                 | Bezeichnet mit 1882–1884                                                                                      | Qualitätvoll gestaltete Anlage, Dreiflügelbau, Klinkerfassade, von ortshistorischer und baugeschichtlicher Bedeutung. Dreiflügelbau, drei Geschosse, saniert, alle Fenster neu. | 08971624 |
| Direkt Bild zu diesem Denkmal hochladen | Hauptgebäude, Fassaden der Werksgebäude und Heizhaus der Delitzscher Schokoladenfabrik (vormals Gebr. Böhme) sowie Teile der Einfriedung an der Ludwig-Jahn-Straße | Dübener Straße 31, 33, 35 (Karte)                                                         | Um 1930 | Eines der wenigen erhaltenen Zeugnisse für Architektur der Bauhauszeit in Delitzsch, Klinkerfassaden, ortsgeschichtlich und baugeschichtlich von Bedeutung. Nur Fassade interessant, Klinkerbau, Einfriedung teilweise aus Sandstein. | 08971623 |
| Direkt Bild zu diesem Denkmal hochladen | Friedhof Delitzsch (Sachgesamtheit) | Dübener Straße 60 (Karte)                                                                 | Nach 1878 (Friedhof); 1902 (Friedhofskapelle)                                                                 | Sachgesamtheit Friedhof Delitzsch, mit den Einzeldenkmalen: Friedhofskapelle (mit Stiftertafel), Feierhalle, zwei Gebäude der Friedhofsverwaltung sowie Einfriedungsmauer und Toranlage (schmiedeeisernes Tor und Torpfeiler) an der Dübener Straße, Gedenkstein (mit Obelisk) für die im Ersten und Zweiten Weltkrieg deutschen Gefallenen , Obelisk auf dem sowjetischen Ehrenfriedhof, Obelisk auf dem Ehrenfriedhof polnischer Staatsbürger, Gedenkstein Kapp-Putsch, Gedenkstein für 14 unbekannte KZ-Häftlinge, mehrere Grabmale (siehe Einzeldenkmal 08971950), gärtnerisch gestaltete Friedhofsanlage mit Lindenallee zur Friedhofskapelle (Gartendenkmal) sowie den Sachgesamtheitsteilen: Grabstelle Friedhof Seehausen, Grabstelle mit Grabstein Urnengemeinschaft Friedhof Paupitzsch (in Abt. 17 neuer Teil), Ehrenfriedhof für die deutschen im Ersten und Zweiten Weltkrieg Gefallenen, sowjetischer Ehrenfriedhof und Ehrenfriedhof der französischen, italienischen und polnischen Staatsbürger; baugeschichtlich, gartenkünstlerisch und ortsgeschichtlich von Bedeutung. | 09302144 |
|                                         | Friedhofskapelle (mit Stiftertafel), Feierhalle, zwei Gebäude der Friedhofsverwaltung sowie Einfriedungsmauer und Toranlage (schmiedeeisernes Tor und Torpfeiler) an der Dübener Straße, Gedenkstein für die im Ersten und Zweiten Weltkrieg deutschen Gefallenen (mit Obelisk), Obelisk auf dem sowjetischen Ehrenfriedhof, Obelisk auf dem Ehrenfriedhof polnischer Staatsbürger, Gedenkstein Kapp-Putsch, Gedenkstein für 14 unbekannte KZ-Häftlinge, mehrere Grabmale (Einzeldenkmale zu ID-Nr. 09302144) | Dübener Straße 60 (Karte)                                                                 | Nach 1878 (Grabmale); 1902 (Friedhofskapelle); nach 1918 (Kriegerdenkmal); nach 1945 (Sowjetisches Ehrenmal)  | Einzeldenkmale der Sachgesamtheit Städtischer Friedhof Delitzsch; baugeschichtlich, künstlerisch und ortsgeschichtlich von Bedeutung. - Zwei Gebäude der Friedhofsverwaltung: gelbe Klinker - Friedhofskapelle: Zentralbau mit Kuppel, Kalkstein, um 1910 mit Stiftertafel - Feierhalle: Putzbau mit schlichter Gliederung - Gedenkstein für die im Ersten und Zweiten Weltkrieg deutschen Gefallenen mit Obelisk: roter Kunststein - Gedenkstein Kapp-Putsch: bezeichnet mit 1920 - Gedenkstein für 14 unbekannte Häftlinge, die im KZ ermordet wurden - Grabmale: Grabstelle Friedhof Seehausen, Grabstelle mit Grabstein Urnengemeinschaft Friedhof Paupitzsch (in Abt. 17 neuer Teil), Wandstelle Familie Gregor (Mauer, um 1880/1890 aus Sandstein mit Marmorplatten und Christusrelief), Grabstein und Gedenkstätte Willy Rosenkranz, Grabstelle und Grabstein Familie Wedel (J.C.Wedel ist Stifterin der Friedhofskapelle) bezeichnet mit 1894, Grabstein Fabrikbesitzer Max und Anna Schimpf (Natursteinsockel) bezeichnet mit 1914 - Sowjetischer Ehrenfriedhof, Städtischer Friedhof Dübener Straße, Sonderabteilung: In Flächengräbern ruhen hier insgesamt 182 Tote verschiedener Nationen, darunter 117 Sowjetbürger, hauptsächlich Kriegsgefangene. 9 von ihnen wurden 1946 aus Landsberg nach hier umgebettet. 15 einheitlich gestaltete Kissensteine mit Inschrift. Im Zentrum das zentrale Denkmal: dreifach gestufter Sockel, in den beiden oberen Teilen ehrende Inschriften, darüber obeliskartige Haube. Material Sandstein, Höhe ca. 350 cm. Errichtet: 1946/47.                                                     | 08971950 |
| Weitere Bilder                          | Mietshaus in Ecklage | Eilenburger Straße 2 (Karte)                                                              | Um 1900 | Mit Läden, repräsentativer Bau in städtebaulich wichtiger Lage, gründerzeitliche Klinkerfassade später aufgestockt, zwei Eckerker, baugeschichtlich und städtebaulich von Bedeutung. Vier Geschosse, teilweise ausgebautes Dach, Eckerker, Fenster und Ladeneinbauten neu, gelbe Klinker mit Gliederung, Erker, Risalit, vermutlich um 1930 zwei Geschosse aufgesetzt. | 08971678 |
|                                         | Wohnhaus in geschlossener Bebauung | Eilenburger Straße 8 (Karte)                                                              | 1822 | Mit Ladeneinbauten, gut erhaltener Bestandteil der Bebauung der Neustadt aus dem frühen 19. Jahrhundert, schlichte Putzfassade mit Dachhäuschen, baugeschichtlich von Bedeutung. Zwei Geschosse, sechs Achsen, Zwerchhaus, zwei Dachgaupen, Fenster im Obergeschoss und Dachgeschoss original, Holzfenstergewände, alter Dachstuhl, Biberschwanzdeckung, originale Haustür, Laden neu. | 08971677 |
|                                         | Postamt in halboffener Bebauung und in Ecklage, mit Garagengebäude im Hof | Eilenburger Straße 16 (Karte)                                                             | 1889–1890 | Repräsentativer Gründerzeitbau, Klinkerfassade im Stil der deutschen Neorenaissance, ortshistorisch und baugeschichtlich bedeutend. Zwei Geschosse, zwei zweiachsige Risaliten mit schöner renaissancistischer Giebelbekrönung, Fenster alt, Sandsteinsockel, zwei Dachgaupen. Original: Fenster, Eingangstür an der Poststraße mit Klinke und Oberlicht, Laderampe am Hauptgebäude zum Hof. | 08971675 |
|                                         | Mietshaus in geschlossener Bebauung | Eilenburger Straße 17 (Karte)                                                             | Um 1900, später überformt                                                                                     | Bau der Jahrhundertwende um 1900, Fassade erneuert, mit gut erhaltenen Details (originale Bleiglasfenster), baugeschichtlich von Bedeutung. Drei Geschosse, vier Achsen, geglättete Fassade, saniert, zwei Dachgaupen, Biberschwanzdeckung, neue Haustür, neue Läden, gut erhaltene Innenausstattung, wie zum Beispiel Bleiglasfenster im Treppenhaus, Fassade geringer Denkmalwert. Hofgebäude (Nummer 17a) 2015 gestrichen. | 08971931 |
|                                         | Mietshaus in geschlossener Bebauung und Hofgebäude | Eilenburger Straße 19 (Karte)                                                             | Um 1900 | Vorderhaus mit Laden, ansprechend gestalteter gründerzeitlicher Klinkerbau, baugeschichtlich und städtebaulich von Bedeutung. Drei Geschosse, vier Achsen, Fenster erneuert, saniert, gelbe Klinker mit Gesimsgliederung, Fensterbekrönungen. Original: Haustür, Fußbodenfliesen mit Muster, Treppenhaus, AWC-Türen, Wohnungstüren, Kellertür, Hoftür. Mit kleinem Stallgebäude im Hof. | 08971674 |
|                                         | Wohnhaus in halboffener Bebauung | Eilenburger Straße 41 (Karte)                                                             | Um 1890 | Ansprechend gestalteter Gründerzeitbau, Klinkerfassade mit Eckbalkon in städtebaulich bedeutender Lage, baugeschichtlich von Bedeutung. Zwei Geschosse, sechs Achsen, mit Laden (neu), Haustür mit Oberlicht original, Fenster neu, gelbe Klinker, Geschossgesimsgliederung, Fenster im Obergeschoss mit Bekrönungen, Balkon, Dekorplatten, reiche Fenstergewänden. | 08971614 |
|                                         | Mietshaus in geschlossener Bebauung | Eilenburger Straße 44 (Karte)                                                             | Bezeichnet mit 1924                                                                                           | Mit Läden, ungestört erhaltener Bau mit qualitätsvoller Innenausstattung, Putzfassade im Reformstil der Zeit nach 1910, baugeschichtlich von Bedeutung. Drei Geschosse, sehr schlichte Fassadengliederung, ansprechendes Portal mit Art-Déco-Formen dekoriert, bezeichnet mit „W.Tl. 1924“, Fenster und Laden neu. Original: Haustür mit Klinke, Terrazzo, Kellertür, Hoftür, einige Wohnungstüren, Treppenhaus, Treppenhausfenster mit farbigem Strukturglas, ein Ätzglas (Schwanenmotiv), Wandfliesen mit Dekor und Abschlussleiste, zwei Gemälde, Windfangtür mit Oberlicht. | 08971676 |
|                                         | Mietshaus (mit zwei Hausnummern, mit Gaststätte „Zur Grünen Linde“) in geschlossener Bebauung | Eilenburger Straße 56a, 58 (Karte)                                                        | Um 1890/1900                                                                                                  | Mit öffentlicher Hausdurchfahrt, stattlicher Bau der Jahrhundertwende um 1900, mit relativ aufwendiger Fassadengestaltung, gründerzeitliche Klinkerfassade, baugeschichtlich und städtebaulich von Bedeutung. - Nummer 56a: mit Läden, mit öffentlicher Tordurchfahrt zum Stakenweg, drei Geschosse, sechs Achsen, Erdgeschoss verputzt, im ersten und zweiten Obergeschoss gelbe Klinker, ausgebautes Dachgeschoss, verputzt, alle Fenster neu, Fensterbekrönungen im ersten Obergeschoss, Traufgesims mit Dekorsteinen und Konsole zwischen zweiten Obergeschoss und Dachgeschoss - Nummer 58: drei Geschosse, acht Achsen, zweiachsiger Risalit über der Tordurchfahrt mit Monumentalpilastern, Fenster im Erdgeschoss mit reich gegliederten Einfassungen, Fenster der Obergeschosse mit Bekrönungen, verputztes aufgesetztes Dach (wie Nummer 56a), Fenster alle neu | 08971927 |
|                                         | Portal mit Haustür eines Wohnhauses | Eilenburger Straße 63 (Karte)                                                             | Um 1870 | Gut erhaltener klassizistischer Eingangsbereich, handwerklich-künstlerisch von Bedeutung. Klassizistisches Portal mit zwei Köpfen eines Wohnhauses (Wohnhaus kein Denkmal), Haustür mit Oberlicht. | 08971567 |
|                                         | Wohnhaus in halboffener Bebauung und in Ecklage, mit Vorgarten | Eilenburger Straße 71 (Karte)                                                             | Um 1900 | Repräsentativer, gut erhaltener villenartiger Bau aus der Zeit um 1900, gründerzeitliche Klinkerfassade, baugeschichtlich und städtebaulich von Bedeutung | 09259971 |
|                                         | Wohnhaus in halboffener Bebauung | Eilenburger Straße 74 (Karte)                                                             | Um 1900 | Ansprechende, straßentypische Fassadengestaltung, gründerzeitliche Klinkerfassade, baugeschichtlich von Bedeutung. Ein Geschoss, dreiachsiger Mittelrisalit mit Dreiecksgiebel, drei Rundbogenfenster, gelbe Klinker, schlichte Fensterbekrönung im Erdgeschoss, Dach neu, alle Fenster original, seitlicher Eingang mit Windfangtür, Sandsteingewände. | 08971673 |
|                                         | Wohnhaus in geschlossener Bebauung | Eilenburger Straße 76 (Karte)                                                             | 1893–1894 | Bestandteil der geschlossenen gründerzeitlichen Straßenbebauung, Klinkerfassade, baugeschichtlich von Bedeutung. Mit Tordurchfahrt, zwei Geschosse, zweiachsiger Seitenrisalit mit Giebelabschluss, wird zurzeit saniert, Fenster, Dach und Tor der Tordurchfahrt neu. | 08971929 |
|                                         | Doppelmietshaus in geschlossener Bebauung | Eilenburger Straße 76a, 76b (Karte)                                                       | 1903 | Straßentypische gründerzeitliche Klinkerfassade, baugeschichtlich von Bedeutung. - Nummer 76a: drei Geschosse, sechs Achsen, Mittelrisalit mit Giebelabschluss, gelbe Klinker, schlichte Fensterbekrönungen, Fenster neu, Ladenvorbau neu (mit Schwan aus Kupfer) - Nummer 76b: drei Geschosse, sechs Achsen, Mittelrisalit mit Giebelabschluss, gelbe Klinker, schlichte Fensterbekrönungen, Fenster neu | 08971672 |
|                                         | Wohnhaus in geschlossener Bebauung | Eilenburger Straße 78 (Karte)                                                             | Um 1900/1910                                                                                                  | Ansprechend gestaltete, ortstypische gründerzeitliche Klinkerfassade, im Dekor Anklänge an den Jugendstil, baugeschichtlich von Bedeutung. Mit Tordurchfahrt, zwei Geschosse, neun Achsen, dreiachsiger Mittelrisalit mit bekröntem Dreiecksgiebel, gelbe Klinker, Gesimsgliederung mit Dekorplatten, aufwendige Fensterrahmungen, alle Fenster neu, zweiachsiger Seitenrisalit über der Tordurchfahrt. | 08971670 |
|                                         | Mietshaus in geschlossener Bebauung | Eilenburger Straße 80 (Karte)                                                             | Um 1900 | Straßentypischer gründerzeitlicher Klinkerbau mit ansprechend gestalteten Fensterbekrönungen, baugeschichtlich von Bedeutung. Mit Tordurchfahrt, drei Geschosse, sechs Achsen, Laden im Erdgeschoss neu, saniert, Dach und Fenster neu, innen nicht gesehen, auch wegen geschlossenen Straßenzug in Denkmalliste aufgenommen. | 08971957 |
|                                         | Bahngebäude, Stellwerk und Bahnschmiede (Unterer Bahnhof, Berliner Bahnhof) | Eisenbahnstraße (Karte)                                                                   | Ende 19. Jahrhundert (Schmiede); Anfang 20. Jahrhundert (Bahnbetriebsanlage)                                  | Wirtschaftsgebäude (Lage: Ecke Beerendorfer Straße) und Wasserstation (Lage: Ecke Dübener Straße) sind Zeugnisse des Bahnbetriebs mit Dampflokomotiven, an der Bahnstrecke Trebnitz–Leipzig (Streckennummer 6411) eisenbahngeschichtlich und verkehrsgeschichtlich von Bedeutung. Bahnwärterhäuschen/Stellwerk (Klinker-Putz-Fassade, Flachdach) vor 2008 abgebrochen. | 08972073 |
| Direkt Bild zu diesem Denkmal hochladen | Wohnhaus in halboffener Bebauung, mit Vorgarten | Eisenbahnstraße 1a (Karte)                                                                | Um 1900 | Reich gegliederte gründerzeitliche Klinkerfassade, baugeschichtlich von Bedeutung. Zwei Geschosse, vier Achsen, zweiachsiger Risalit mit bekröntem Giebel, darin zwei alte Bogenfenster, gelbe Klinkerfassade mit Dekorsteinen gegliedert, Fensterbekrönungen im Risalit, Fenster neu. | 08971622 |
| Direkt Bild zu diesem Denkmal hochladen | Wohnhaus in geschlossener Bebauung, mit Vorgarten | Eisenbahnstraße 5 (Karte)                                                                 | Um 1900 | Bestandteil der straßentypischen geschlossenen Bebauung aus der Zeit um 1900, gründerzeitliche Klinkerfassade, baugeschichtlich von Bedeutung. Zwei Geschosse, traufständig, gelbe Klinker mit roter Klinkergliederung, Fenster und Haustür neu, saniert. | 08971621 |
| Direkt Bild zu diesem Denkmal hochladen | Wohnhaus in geschlossener Bebauung, mit Vorgarten | Eisenbahnstraße 6 (Karte)                                                                 | Um 1900 | Bestandteil der straßentypischen geschlossenen Bebauung aus der Zeit um 1900, gründerzeitliche Klinkerfassade, baugeschichtlich von Bedeutung. Zwei Geschosse, traufständig, gelbe Klinker mit roter Bänderung, Fenster neu, schlichte Fensterbekrönungen, originale Haustür mit Klinke. | 08971620 |
| Direkt Bild zu diesem Denkmal hochladen | Wohnhaus in geschlossener Bebauung, mit Vorgarten | Eisenbahnstraße 7 (Karte)                                                                 | Um 1900 | Bestandteil der straßentypischen geschlossenen Bebauung aus der Zeit um 1900, gründerzeitliche Klinkerfassade, baugeschichtlich von Bedeutung. Zwei Geschosse, fünf Achsen, roter Klinker mit Putzgliederung, bekrönte Fenster, zweiachsiger Risalit mit Dreieckgiebel, Fenster neu, originale Haustür. | 08971619 |
| Direkt Bild zu diesem Denkmal hochladen | Wohnhaus in geschlossener Bebauung, mit Vorgarten | Eisenbahnstraße 8 (Karte)                                                                 | Um 1900 | Straßentypischer gründerzeitlicher Klinkerbau mit anspruchsvoller Klinkergliederung und schöner Haustür, baugeschichtlich von Bedeutung. Zwei Geschosse, fünf Achsen, roter Klinkersockel, sonst gelbe Klinker mit Gesimsgliederung und Dekorsteinen, schöne Haustür, zweiachsiger Risalit, Fenster und Dachdeckung neu. | 08971618 |
| Direkt Bild zu diesem Denkmal hochladen | Haustür eines Wohnhauses | Eisenbahnstraße 9 (Karte)                                                                 | Um 1900 | Original erhaltene Haustür der Gründerzeit, kunsthandwerksgeschichtlich von Bedeutung. Wohnhaus kein Denkmal, aber schöne gründerzeitliche Haustür. | 08971617 |
| Direkt Bild zu diesem Denkmal hochladen | Mietshaus in halboffener Bebauung | Elisabethstraße 2a (Karte)                                                                | Um 1900 | Ortstypischer Bau der Jahrhundertwende um 1900, mit schlichter gründerzeitlicher Klinkerfassade, baugeschichtlich von Bedeutung. Mit Tordurchfahrt, drei Geschosse, sechs Achsen, Erdgeschoss rote Klinker, erstes und zweites Obergeschoss gelbe Klinker mit schlichter Gliederung, Fenster alle neu. Original: Tor der Tordurchfahrt und Oberlicht. | 08971921 |
| Direkt Bild zu diesem Denkmal hochladen | Wohnhaus in halboffener Bebauung | Elisabethstraße 3a (Karte)                                                                | Um 1900 | Ansprechend gestaltete gründerzeitliche Klinkerfassade mit Erker, baugeschichtlich von Bedeutung. Ein Geschoss und ausgebautes Dach, gelbe Klinker mit roten Klinkern gegliedert, Risalit mit bekröntem Giebelabschluss und Erker, Fenster neu, originale Bleiglasfenster. | 08971616 |
| Direkt Bild zu diesem Denkmal hochladen | Wohnhaus in offener Bebauung, mit seitlicher Toreinfahrt zum Hof | Elisabethstraße 5 (Karte)                                                                 | Um 1900 | Ortstypischer Bau der Jahrhundertwende um 1900, mit schlichter Klinkerfassade, baugeschichtlich von Bedeutung. Zwei Geschosse, einfache Fensterbekrönungen, gelbe Klinker mit roter Bänderung, Satteldach, Fenster alle neu, originale Haustür. | 08971920 |
|                                         | Verwaltungsgebäude der AOK und rückwärtige Schalterhalle, mit Einfriedung, Vorgarten und Garagengebäude im Hof | Freiherr-vom-Stein-Straße 9 (Karte)                                                       | 1928–1930 | Gebäude mit sehr aufwendiger expressionistischer Klinkergestaltung, Architekt: Johannes Reuter, kunsthistorisch, ortsgeschichtlich und baugeschichtlich von Bedeutung. Drei Geschosse, acht Achsen, sehr aufwendige Klinkergestaltung, Walmdach (neu), Buntglasfenster im Treppenhaus, komplett saniert, innen originale Ausstattung mit Brunnen, Kacheln, Windfangtür mit geschliffenem Glas, Lampen im Windfangbereich, Türen. | 08971540 |
| Direkt Bild zu diesem Denkmal hochladen | Wohnhaus in offener Bebauung, mit Einfriedung | Freiherr-vom-Stein-Straße 15 (Karte)                                                      | Um 1930 | Mit vielen originalen Details erhaltenes Wohnhaus aus der Zeit um 1930, baugeschichtlich von Bedeutung. Zwei Geschosse, Walmdach, Klinkersockel, Fenster zum Teil alt, Haustür original, zur Straße hin Vorbau mit auf Säulen ruhendem Balkon. | 08971539 |
| Direkt Bild zu diesem Denkmal hochladen | Mietshaus in geschlossener Bebauung (siehe auch Friedrich-Naumann-Straße 19 und Körnerstraße 7 und 9) | Friedrich-Naumann-Straße 17 (Karte)                                                       | Um 1925/1930                                                                                                  | Typisches Mietshaus vom Ende der 1920er Jahre, Putzfassade mit Klinkergliederung, baugeschichtlich von Bedeutung. Drei Geschosse, drei Achsen, Eingangsbereich mit Klinkergliederung, Mittelrisalit mit Dreiecksgiebel (expressionistische Form), Fenster fast alle original, Haustür original, Treppenhaus, Terrazzo, Hoftür und Wohnungstüren, Rückseite gelbe Klinker. | 08971537 |
| Direkt Bild zu diesem Denkmal hochladen | Mietshaus in geschlossener Bebauung (siehe auch Friedrich-Naumann-Straße 17 und Körnerstraße 7 und 9) | Friedrich-Naumann-Straße 19 (Karte)                                                       | Um 1925/1930                                                                                                  | Typisches Mietshaus vom Ende der 1920er Jahre, Putzfassade mit Klinkergliederung, baugeschichtlich von Bedeutung. Drei Geschosse, sechs Achsen, aufwendig gestalteter Eingangsbereich mit Klinkergliederung und Art-Déco-Formen. Original: Haustür. Innen nicht gesehen, Rückseite gelbe Klinker. | 08971538 |
| Direkt Bild zu diesem Denkmal hochladen | Wohnhaus in geschlossener Bebauung | Gerberplan 8 (Karte)                                                                      | Um 1800 | Gut erhaltener Bestandteil der vorgründerzeitlichen Vorstadtbebauung, Putzfassade und Mansarddach, Obergeschoss Fachwerk verputzt, baugeschichtlich von Bedeutung. Zwei Geschosse, fünf Achsen, originale Haustür, saniert, Fenster entstellend, ebenso Dachziegel, traufständig. | 08971665 |
| Direkt Bild zu diesem Denkmal hochladen | Wohnhaus in geschlossener Bebauung | Gerberplan 9 (Karte)                                                                      | Um 1900 | Gut gegliederte gründerzeitliche Klinkerfassade, baugeschichtlich von Bedeutung. Zwei Geschosse, fünf Achsen, neue Fenster, gelbe Klinker mit reichhaltigem Dekor, Traufkonsolen. | 08971664 |
| Direkt Bild zu diesem Denkmal hochladen | Gedenktafel für Oskar Reime | Gerberplan 11 (Karte)                                                                     | 1. Hälfte 20. Jahrhundert                                                                                     | Zur Erinnerung an den Lehrer und Ortschronisten Oskar Reime (1856–1923), ortsgeschichtlich von Bedeutung, Gedenktafel für den Lehrer Oskar Reime | 08971663 |
| Direkt Bild zu diesem Denkmal hochladen | Mietshaus in halboffener Bebauung | Grünstraße 43 (Karte)                                                                     | Um 1900 | Ansprechend gestaltete gründerzeitliche Klinkerfassade, baugeschichtlich von Bedeutung. Mit Tordurchfahrt, drei Geschosse, sechs Achsen, gelbe Klinker mit Klinkergliederung, verziertes Traufgesims, Fenster neu, heute Hotel Akzent. | 08971565 |
|                                         | Haustür eines Wohnhauses | Hallesche Straße 6 (Karte)                                                                | 1. Hälfte 19. Jahrhundert                                                                                     | Klassizistische Tür, handwerklich-künstlerisch von Bedeutung. Wohnhaus 1999 abgebrochen, Tür geborgen und in den Neubau (Nummer 6) versetzt, dabei zum Teil erneuert. | 09302516 |
| Direkt Bild zu diesem Denkmal hochladen | Wohnhaus in geschlossener Bebauung | Hallesche Straße 9 (Karte)                                                                | 1. Hälfte 19. Jahrhundert                                                                                     | Bestandteil der straßentypischen Altstadtbebauung, Putzfassade und Satteldach, klassizistische Haustür, städtebaulich und baugeschichtlich von Bedeutung, Obergeschoss vermutlich Fachwerk verputzt | 09305809 |
| Direkt Bild zu diesem Denkmal hochladen | Wohnhaus in geschlossener Bebauung | Hallesche Straße 11 (Karte)                                                               | 1847 | Mit Ladeneinbau, Bestandteil der straßentypischen Altstadtbebauung, Putzfassade und Satteldach, städtebaulich und baugeschichtlich von Bedeutung. Zwei Geschosse, fünf Achsen, Satteldach, zwei sehr schöne Türen mit Oberlicht und Ätzglas, zwei Dachgaupen, alter Dachstuhl, alte Fenster, Gaupen erneuert, wohl 1905/1910 überformt, aus dieser Zeit Laden (zwei Schaufenster) und Haustür mit Klinke. | 08971701 |
|                                         | Wohnhaus in geschlossener Bebauung | Hallesche Straße 23 (Karte)                                                               | 18. Jahrhundert                                                                                               | Bestandteil der typischen kleinteiligen Altstadtbebauung, einfache Putzfassade und steiles Satteldach, Obergeschoss Fachwerk verputzt, baugeschichtlich von Bedeutung. Zwei Geschosse, alter Dachstuhl, Fenster im Obergeschoss alt, Erdgeschoss durch Schaufenster verändert, vermutlich alter Kern. | 08971959 |
|                                         | Wohnhaus in halboffener Bebauung und in Ecklage | Hallesche Straße 25 (Karte)                                                               | Im Kern wohl 17. Jahrhundert                                                                                  | Straßentypische Altstadtbebauung in markanter Lage, Putzfassade und Krüppelwalmdach, Obergeschoss Fachwerk verputzt, städtebaulich und baugeschichtlich von Bedeutung. Zwei Geschosse, Putzfassade, Krüppelwalmdach, alte Fenster, im Erdgeschoss neue Fenstereinbauten, alte Haustür mit Oberlicht und Klinke, zur Hoftür barocke Tür mit Gewände. | 08971695 |
| Direkt Bild zu diesem Denkmal hochladen | Keller und Balkendecke eines Wohnhauses | Hallesche Straße 35 (Karte)                                                               | Vermutlich 17. Jahrhundert oder älter                                                                         | Bauhistorisch und handwerklich-künstlerisch von Bedeutung, mittelalterlicher Keller mit Schiffskehlenbalken | 08971693 |
| Weitere Bilder                          | Wohnhaus in halboffener Bebauung und in Ecklage, mit Gedenktafel (Geburtshaus von Christian Gottfried Ehrenberg) | Hallesche Straße 36 (Karte)                                                               | 2. Hälfte 18. Jahrhundert, im Kern älter                                                                      | Putzfassade, Obergeschoss ehemals Fachwerk, ortsgeschichtlich bedeutsam, als Geburtshaus des Biologen Christian Gottfried Ehrenberg (1795–1876) von nationaler Bedeutung. - Wohnhaus: mit Tordurchfahrt, zwei Geschosse, Fachwerk-Obergeschoss, Fenster neu, Satteldach, alter Dachstuhl, Tordurchfahrt, von baugeschichtlichem Interesse als Fachwerkbau - Teilabbruch: Fachwerk-Obergeschoss vor 2008 teilweise entfernt - Stand 16. September 2010: nur noch Erdgeschoss/Keller vorhanden - Mitteilung der Unteren Denkmalschutzbehörde vom 15. Dezember 2014: Haus soll in der äußeren Ansicht wie zur Geburtszeit Ehrenbergs demnächst wieder aufgebaut werden (neues steiles Dach und Putzfassade, das Obergeschoss wird nicht als Fachwerk, sondern in massiver Bauweise ergänzt werden) - Gedenktafel (Naturstein) im stadtgeschichtlichen Museum im Schloß Delitzsch, soll laut Mitteilung von 2014 nach Sanierung des Hauses hier wieder angebracht werden | 08971692 |
| Weitere Bilder                          | Hallescher Turm (Einzeldenkmal zu ID-Nr. 08971943) | Hallesche Straße 39 (neben) (Karte)                                                       | 1394–1396 | Einzeldenkmal der Sachgesamtheit Stadtbefestigung; Teil der mittelalterlichen Stadtbefestigungsanlage, stadtgeschichtliche und kulturgeschichtliche Bedeutung | 09255681 |
|                                         | Pavillon an der Stadtmauer | Hallesche Straße 39a (bei) (Karte)                                                        | Um 1900 | Kulturhistorisch von Bedeutung, kleiner Pavillon an der Stadtmauer mit hölzernen Säulen, verwitterter Wasserspeier | 08971762 |
| Weitere Bilder                          | Hospitalkirche St. Georg (mit Ausstattung) | Hallesche Straße 42 (Karte)                                                               | 1516–1518, bezeichnet mit 1516                                                                                | Spätgotische Saalkirche, grenzt unmittelbar an das alte Hospital an, baugeschichtlich, ortsgeschichtlich, kunstgeschichtlich und städtebaulich von Bedeutung | 08971690 |
|                                         | Altenpflegeheim (ehemaliges St. Georg-Hospital) mit rückwärtigem Anbau, mit Vorgarten, Einfriedung und seitlicher Toranlage | Hallesche Straße 44 (Karte)                                                               | Im Kern 1661– 1664; Umbau bezeichnet mit 1854–1855                                                            | Schlichter Putzbau, Anklänge an den Stil der Neogotik, stadthistorisch und kulturgeschichtlich bedeutend. Zwei Geschosse, Putzfassade, traufständig, Satteldach, vier Dachgaupen, Fenster neu, mit neobarockem Speisezimmer von 1906 im Erdgeschoss des Zwischenbaues (zwischen Hospital und Stift), Eingangsbereich mit Vordach und Stiftertafel für Umbau 1854–1855, Gebäudeflügel im Hofbereich Neubau 1854–1855, Umbau Speisesaal 1906. | 08971691 |
| Direkt Bild zu diesem Denkmal hochladen | Wohnhaus in offener Bebauung, mit seitlicher Einfriedungsmauer und Toranlage | Hallesche Straße 65 (Karte)                                                               | Um 1900 | Ansprechend gestaltetes bauliches Ensemble der Jahrhundertwende um 1900, gründerzeitliche Klinkerfassade, baugeschichtlich von Bedeutung. Quadratischer Baukörper, zwei Geschosse, roter Klinkersockel, sonst gelbe Klinker mit Gliederung, Dekorplatten, Dachgaupen, Fenster original. | 08971935 |
|                                         | Denkmal für die Gefallenen des Ersten Weltkrieges | Im Winkel (Karte)                                                                         | Nach 1918 | Alte Ortslage Kertitz, ortsgeschichtlich von Bedeutung, Naturstein auf Klinker, eisernes Kreuz eingemeißelt, Tafeln entfernt, Eisenkette | 08971837 |
| Direkt Bild zu diesem Denkmal hochladen | Seitengebäude eines Bauernhofes | Im Winkel 8 (Karte)                                                                       | Um 1880/1890                                                                                                  | Alte Ortslage Kertitz, Klinkerfassade mit Zwillingsfenster im Giebel, letzter ungestört erhaltener Bestandteil einer Hofanlage im Dorf, baugeschichtlich von Bedeutung. - Stall: zwei Geschosse, Natursteinsockel, schlichte Gliederung, zwei originale Fenster im Giebel - Scheune (kein Denkmal): Natursteinsockel, Lehmbau, Satteldach | 08971838 |
| Direkt Bild zu diesem Denkmal hochladen | Berufsschule „Dr. Hermann Schulze-Delitzsch“ (Kopfbau mit Bauskulptur) und mehrflügeliges Schulgebäude im Hof | Karl-Marx-Straße 1 (Karte)                                                                | 1949–1952 | Typisches Beispiel eines Schulbaues der 1950er Jahre, ortshistorisch und baugeschichtlich von Bedeutung. - Kopfbau: mit Skulptur am Eingangsbereich, Putzfassade, Sockel aus Rosengranit, saniert - Nebengebäude: unverändert erhalten (alte Fenster) | 08971918 |
| Weitere Bilder                          | Ehemaliges Reichsbahnausbesserungswerk (RAW) Delitzsch (heute RailMaint), mit Pförtnergebäude, Verwaltungsgebäude und Einfriedung, Sozialgebäude an der Karl-Marx-Straße sowie im hinteren Werksbereich Wasserturm und Werksgebäude | Karl-Marx-Straße 39 (Karte)                                                               | 1908 (Wasserturm); um 1908 (Pförtnerhaus und Fabrikhalle); 1950er Jahre (Ausbesserungswerk und Fabrikgebäude) | Überwiegend Klinkerbauten, baugeschichtlich, ortsgeschichtlich und technikgeschichtlich von Bedeutung. - Der Wasserturm wurde 1908 in Zusammenhang mit der Errichtung des Reichsbahnausbesserungswerkes Delitzsch gebaut und ist bis heute in Betrieb. Über seinen oben offenen, 270 m³ fassenden Stahlwasserbehälter versorgt er das Werksgelände mit Brauch- und Löschwasser. Der schlichte Turmschaft aus rotem Klinkermauerwerk ist von Segmentbogenfenstern regelmäßig durchlichtet und verjüngt sich konisch. Mehrere unterschiedliche Zahnfriese betonen den Übergang zwischen Turmschaft und der grün gefassten Holzverschalung des leicht auskragenden Turmkopfes. Ein Pagodendach verleiht dem Turm und der großen Entlüftungshaube einen eleganten Schwung. Als Zeugnis der Entwicklung des Eisenbahnwesens Anfang des 20. Jahrhunderts kommt dem Turm eine eisenbahngeschichtliche sowie technikgeschichtliche Bedeutung zu. - Werkhalle: mit Staffelgiebel zu beiden Seiten, rote Klinker, geschwungenes Dach mit Oberlicht - Kulturhaus: Putzbau mit Saal, vorgelagertem Eingangsbereich mit drei Eingangstüren und fünf Fensterachsen, insgesamt rechteckiger Bau mit hohen Rechteckfenstern, originale Lampen (außen wie innen), Baujahr 1956 - Verwaltungsgebäude und Pförtnerhaus: rote Klinker mit Putzgliederung, Werksgebäude aus den 1950er Jahren | 08971946 |
| Direkt Bild zu diesem Denkmal hochladen | Salonwagen der DDR-Regierung | Karl-Marx-Straße 39 (bei) (Karte)                                                         | 1938 (Drehgestelle)                                                                                           | Einzig erhaltener ehemaliger Flakwagen des Sonderzuges "Asien" (Nummer 919 111 [P] Bln) der Gattung SdPl 4i-38, Baujahr 1938 von Linke-Hofmann-Breslau mit bauzeitlich erhaltenen Drehgestellen sowie mit Oberbau und Innenausbau eines Salonwagens der DDR-Regierung (Nummer Sdr4ü 041-02) von 1958/59 sowie erhaltenen Umbauten zum Sanitätswagen um 1970 (Nummer 60 50 89-40 004-4, zuletzt 60 50 99-10 667-2), eisenbahngeschichtliche Bedeutung aufgrund seiner wechselvollen Geschichte mit Umbauten vom Militärfahrzeug zum Zivilfahrzeug, Seltenheitswert | 09306679 |
|                                         | Dieselschnelltriebwagen SVT 137 856 a/b/c | Karl-Marx-Straße 39 (Karte)                                                               | 1938 | Einer der letzten erhaltenen Exemplare der Baureihe VT 06, der sogenannten "Fliegenden Züge", Wegbereiter der heutigen Hochgeschwindigkeits-Systeme mit hohem entwicklungstechnischem Aussagewert, weitgehend authentisch erhaltener Zustand, eindrucksvolles Zeugnis des Schnelltriebwagenbaus der 1930er Jahre, eisenbahn- und technikgeschichtlich von Bedeutung | 09307392 |
| Direkt Bild zu diesem Denkmal hochladen | Druckereigebäude in halboffener Bebauung (siehe auch Am Wallgraben 18) | Karlstraße 2, 4 (Karte)                                                                   | Bezeichnet mit 1904                                                                                           | Straßenbildprägender Bau, altes Druckereigebäude mit aufwendig gegliederter, gründerzeitlicher Putz-Klinker-Fassade, bauhistorisch und ortsgeschichtlich von Bedeutung. Original-Haustür mit Klinke, Klingelschild Jugendstil, Hoftür, zwei Türen im Durchgang, Treppenhaus, Wohnungstüren, Terrazzo, drei Geschosse, acht Achsen, zweiachsiger Risalit. | 08971963 |
| Direkt Bild zu diesem Denkmal hochladen | Wohnhaus in halboffener Bebauung | Kohlstraße 7 (Karte)                                                                      | 1903 | Ansprechend gegliederte gründerzeitliche Klinkerfassade, Zeugnis der um 1900 in diesem Bereich der Stadt einsetzenden Bautätigkeit, baugeschichtlich von Bedeutung. Zwei Geschosse, sieben Achsen, Zwerchhaus, gelbe Klinker mit ansprechender Gliederung, Fenster und Haustür neu. | 08971679 |
| Direkt Bild zu diesem Denkmal hochladen | Wohnhaus in offener Bebauung und in Ecklage, mit angebautem ehemaligen Werkstattgebäude Am Wallgraben | Kohlstraße 26 (Karte)                                                                     | Ende 19. Jahrhundert                                                                                          | Ansprechend gestaltetes gründerzeitliches Klinkergebäude in städtebaulich wichtiger Lage, ortshistorisch und baugeschichtlich von Bedeutung. Ehemaliger Handwerksbetrieb „Reinhold Müller“, zwei Geschosse, Hauptgebäude mit eingeschossigem Anbau, rote und gelbe Klinker, gegliedert mit Dekorsteinen, originale Eingangstür im Anbau mit Oberlicht, zwei Jalousieblenden, Natursteinsockel. | 08971558 |
| Direkt Bild zu diesem Denkmal hochladen | Mietshaus in geschlossener Bebauung | Körnerstraße 4 (Karte)                                                                    | Um 1910 | Mietshaus mit schlichter Putzgliederung und gut erhaltener Innenausstattung, im Reformstil der Zeit um 1910, baugeschichtlich von Bedeutung. Drei Geschosse, schlichte Putzgliederung, Fenster neu. Original: Haustür mit Strukturglas, Oberlicht mit farbigem Strukturglas, Hoftür, Kellertür mit Klinke, Wohnungstüren, Treppenhaus, Terrazzo. | 08971544 |
| Direkt Bild zu diesem Denkmal hochladen | Mietshaus in geschlossener Bebauung (siehe auch Körnerstraße 9 sowie Friedrich-Naumann-Straße 17 und 19) | Körnerstraße 7 (Karte)                                                                    | Um 1925/1930                                                                                                  | Typisches Mietshaus vom Ende der 1920er Jahre mit erhaltener Innenausstattung, Putzfassade mit Klinkergliederung, baugeschichtlich von Bedeutung. Drei Geschosse, vier Achsen, Mittelrisalit mit Dreiecksgiebel, Treppenhauslampe, Haustür mit Oberlicht, Kellertür mit Klinke, Hoftür, Terrazzo, Wohnungstüren, Treppenhausfenster, Treppenhaus (Stein mit hölzernem Handlauf). | 08971536 |
| Direkt Bild zu diesem Denkmal hochladen | Mietshaus in geschlossener Bebauung und in Ecklage (siehe auch Körnerstraße 7 sowie Friedrich-Naumann-Straße 17 und 19) | Körnerstraße 9 (Karte)                                                                    | Um 1925/1930                                                                                                  | Typisches Mietshaus vom Ende der 1920er Jahre mit erhaltener Innenausstattung, Putzfassade mit Klinkergliederung, baugeschichtlich von Bedeutung. Mit Tordurchfahrt, drei Geschosse, vier Achsen, Fenster neu, Dreiecksgiebel, Tordurchfahrt mit Dreiecksbekrönung, Hoftor, Hoftür, Kellertür mit Klinke, Wohnungstüren, Treppenhaus, Terrazzo. | 08971535 |
|                                         | Wohnhaus in halboffener Bebauung und in Ecklage (Schulze-Delitzsch-Haus) | Kreuzgasse 10 (Karte)                                                                     | Um 1800 | Gründungshaus der ersten Schuhmacher-Assoziation Deutschlands im Jahr 1849, die erste, durch Hermann Schulze-Delitzsch (1808–1883) ins Leben gerufene deutsche Genossenschaft, Gebäude heute Deutsches Genossenschaftsmuseum, ortsgeschichtlich von Bedeutung. Zwei Geschosse, Satteldach, saniert, neue Fenster, alte Haustür mit Oberlicht, Erdgeschoss massiv, teilweise unterkellert, Obergeschoss verputztes Fachwerk, Gebäude besteht aus zwei nacheinander erbauten Einzelgebäuden, Obergeschoss und Dachstuhl vor 2015 baulich erneuert. | 08971717 |
| Direkt Bild zu diesem Denkmal hochladen | Seitengebäude eines Bauernhofes | Lauesche Straße 108 (Karte)                                                               | Um 1900 | Alte Ortslage Werben, Seitengebäude in Klinkerbauweise (ehemals Schmiede, zugehöriges Wohnhaus 2015 abgebrochen), heimatgeschichtlich bedeutend. Kleinbäuerliches Anwesen, Wohnhaus eingeschossig, einseitiges Krüppelwalmdach, bewegter Dachstuhl, vermutlich Lehm-Erdgeschoss, einfache Biberschwanzdeckung, alte Fenster. - Nebengebäude (Abbruch vor 2008): verputzt, bewegter Dachstuhl, eventuell Lehm, Klappläden, überdachte Hofeingangstür - denkmalgeschütztes Wohnhaus (eingeschossiger Lehmbau) und Toranlage (mit Pforte) 2015 abgebrochen | 08971749 |
| Direkt Bild zu diesem Denkmal hochladen | Wohnhaus, Seitengebäude, Scheune, Toranlage (mit Pforte) und Hofpflasterung eines Bauernhofes | Lauesche Straße 129 (Karte)                                                               | Anfang 19. Jahrhundert                                                                                        | Alte Ortslage Werben, nahezu ungestört erhaltene Hofanlage, Scheune aus Lehm, Wohnhaus Putzbau mit Mansarddach, kulturgeschichtlich bedeutend. - Scheune (ohne Anbau, mit Pferdewagen): mit Lehm-Erdgeschoss, alter Dachstuhl, Biberschwanzdeckung, drei Fledermausgauben, unterkellert, Natursteinsockel, Strebekonstruktion - Stall (verputzt, Pferdestall): alter Dachstuhl, einfache Biberschwanzdeckung - Wohnhaus (verputzter Fachwerkbau), Mansardwalmdach, Fenster überwiegend alt; original: altes Treppenhaus, farbige Fußbodenfliesen, Türen, alter Dachstuhl, einfache Biberschwanzdeckung | 08971748 |
| Direkt Bild zu diesem Denkmal hochladen | Wohnhaus, Seitengebäude (zwei Gebäudeteile), Hofpflaster und Toranlage (Torpfeiler und Pforte) eines Bauernhofes | Lauesche Straße 135 (Karte)                                                               | Um 1890/1900                                                                                                  | Alte Ortslage Werben, relativ ungestört erhaltene Bestandteile eines Gehöfts mit straßenbildprägender Giebelgestaltung des Seitengebäudes, Klinkerbauten, kulturgeschichtlich bedeutend. - Wohnhaus: zwei Geschosse, fünf Achsen, Klinkersockel, Fenster neu, schlichte Klinkergliederung, Dach alt - Seitengebäude: ebenfalls gelbe und rote Klinker mit Gliederung | 08971937 |
| Direkt Bild zu diesem Denkmal hochladen | Wohnhaus | Lauesche Straße 149 (Karte)                                                               | Bezeichnet mit 1924                                                                                           | Alte Ortslage Werben, mit vielen originalen Details erhaltener typischer Wohnhausbau der 1920er Jahre, streng gegliederte Putzfassade und Walmdach, im Heimatstil, baugeschichtlich von Bedeutung. Zwei Geschosse, verputzt, schlichte Fassadengliederung, Fenster neu, bezeichnet mit „1924 M. Fiedler“, repräsentativ gestalteter Eingangsbereich. | 08971964 |
| Weitere Bilder                          | Villa | Leipziger Straße 12 (Karte)                                                               | 1881, nach 1900 verändert                                                                                     | In Ecklage Mauergasse, repräsentativer Putzbau mit qualitätvoller Ausstattung, Jugendstil- und Reformstil-Anklänge, städtebaulich und baugeschichtlich von Bedeutung. Ein Geschoss, ausgebautes Dachgeschoss, Natursteinsockel, Erker, Haustür mit Oberlicht, Terrazzo, Gaupen, Bleiglasfenster, Fenstergitter (Mauergasse), Dach alt mit Gaupe und Fledermausgaupe, später „Maxim-Gorki-Haus“ genannt. 1955–2004 Sitz der Volkssolidarität (1947/48 gegründet, damalige Anschrift des Hauses: Straße der DSF 12 = Straße der Deutsch-Sowjetischen-Freundschaft 12). | 08971760 |
| Weitere Bilder                          | Fabrikantenvilla (Nr. 26) und Fabrikgebäude der Walzenmühle (Nr. 24b), einschließlich des Kopfbaues eines Nebengebäudes (Nr. 24d) zwischen der Bahnlinie und Walzenmühle | Leipziger Straße 24b, 24d, 26 (Karte)                                                     | 1874 (Fabrikantenvilla); 2. Hälfte 19. Jahrhundert (Mühle); bezeichnet mit 1906 (Nebengebäude)                | Stattliches gründerzeitliches Fabrikensemble mit reich gegliederter Fabrikantenvilla und dem ersten Fabrikgebäude der Stadt Delitzsch, technikgeschichtlich, bauhistorisch und stadtgeschichtlich bedeutend. - Villa (Nummer 26): zwei Geschosse, Putznutung im Erdgeschoss, Fenster original, Haustür original, Balkon, ungestörter Eingangsbereich - Fabrik (Nummer 24b): gelbe und rote Klinker mit Gliederung, Fenster alt - Kopfbau des Nebengebäudes (BHG Delitzsch, bezeichnet mit „FHB 1906“, Nummer 24d): Bruchsteinsockel, Lisenengliederung mit roten Klinkern, schöne gefelderte Haustür, liegt zwischen Walzenmühle und Bahn | 08971742 |
| Direkt Bild zu diesem Denkmal hochladen | Gasthaus „Delitzscher Bierstube“ in offener Bebauung und in Ecklage | Lindenstraße 1 (Karte)                                                                    | Um 1890/1900                                                                                                  | Bau der Jahrhundertwende um 1900 in exponierter Ecklage, gründerzeitliches Klinkergebäude, baugeschichtlich von Bedeutung. Zwei Geschosse, gelber Klinkerbau mit Klinkergliederungen, Eingang durch Giebel überhöht, Fenster neu. | 08971644 |
| Direkt Bild zu diesem Denkmal hochladen | Wohnhaus in offener Bebauung, mit Einfriedung und Vorgarten | Lindenstraße 3 (Karte)                                                                    | Um 1900 | Straßentypischer gründerzeitlicher Klinkerbau, baugeschichtlich von Bedeutung. Ein Geschoss, ausgebautes Dachgeschoss, Mittelrisalit mit Dreiecksgiebel und Außengespärre, gelbe Klinker mit roter Klinkergliederung, Dekorplatten, saniert, Fenster neu. | 08971657 |
| Weitere Bilder                          | Katholische Pfarrkirche St. Marien (mit Ausstattung) | Lindenstraße 4 (Karte)                                                                    | 1936–1938, bezeichnet mit 1936                                                                                | Im monumentalen Heimatstil, Anklänge an die Neue Sachlichkeit, Architekt: Johannes Reuter, baugeschichtlich, ortsgeschichtlich, künstlerisch und kunstgeschichtlich von Bedeutung, Gedenktafel für Adolf Baesler | 08971615 |
| Direkt Bild zu diesem Denkmal hochladen | Wohnhaus in offener Bebauung | Lindenstraße 5 (Karte)                                                                    | Um 1900 | Ansprechende Klinkergliederung mit aufwendigen Fensterumrahmungen, repräsentativer Gründerzeitbau, baugeschichtlich von Bedeutung. Zwei Geschosse, acht Achsen, rote Klinker mit Putzgliederung, aufwendige Fensterrahmungen und Fensterbekrönungen, Traufgesims mit Konsolen. | 08971656 |
| Direkt Bild zu diesem Denkmal hochladen | Wohnhaus in offener Bebauung | Lindenstraße 7 (Karte)                                                                    | Um 1900 | Ansprechende Klinkergliederung mit aufwendiger Fensterumrahmung, Gründerzeitbau, baugeschichtlich von Bedeutung. Zwei Geschosse, acht Achsen, gelbe Klinker mit Gliederung, Dekorsteinen, Gesimsgliederung, aufwendige Fensterumrahmungen- und Bekrönungen, Fenster neu, saniert. | 08971655 |
| Direkt Bild zu diesem Denkmal hochladen | Wohnhaus in offener Bebauung | Lindenstraße 9 (Karte)                                                                    | Um 1900 | Ansprechende Klinkergliederung mit Dekorsteinen, Gründerzeitbau, baugeschichtlich von Bedeutung. Zwei Geschosse, sechs Achsen, gelbe Klinkerfassade mit Gliederungen, Dekorsteinen, Gesimsgliederungen, aufwendige Fensterumrahmungen- und Bekrönungen, Fenster original, Risalit mit Balusterbekrönung, (s. a. Nummer 7). | 08971654 |
| Direkt Bild zu diesem Denkmal hochladen | Wohnhaus in halboffener Bebauung und in Ecklage | Lindenstraße 11 (Karte)                                                                   | Um 1900 | Ansprechende gründerzeitliche Klinkergliederung, baugeschichtlich und städtebaulich von Bedeutung. Zwei Geschosse, 8/8 Achsen, Eckerker, gelbe Klinkerfassade mit Klinkergliederungen, Dekorsteinen und Kacheln, Fenster alt. Original: Treppenhaus, Treppenhausfenster, Türen im Treppenhaus, ansprechende Klinkergliederung. | 08971653 |
| Direkt Bild zu diesem Denkmal hochladen | Wohnhaus in halboffener Bebauung | Lindenstraße 13 (Karte)                                                                   | Um 1890/1900                                                                                                  | Bestandteil der geschlossenen Quartiersbebauung mit schlichter Klinkerfassade, baugeschichtlich von Bedeutung. Zwei Geschosse, sieben Achsen, Satteldach, rote Klinker, schlichte Klinkergliederung, Fenster neu, alte Fensterläden im Erdgeschoss. | 08971922 |
| Direkt Bild zu diesem Denkmal hochladen | Wohnhaus in geschlossener Bebauung | Lindenstraße 15 (Karte)                                                                   | Um 1890/1900                                                                                                  | Bestandteil der geschlossenen Quartiersbebauung mit gründerzeitlicher Klinkerfassade, baugeschichtlich von Bedeutung. Zwei Geschosse, sieben Achsen, gelbe Klinker mit schlichter Gliederung, rote Klinkerbänderung, drei Fensterläden im Erdgeschoss alt. | 08971923 |
| Direkt Bild zu diesem Denkmal hochladen | Wohnhaus in offener Bebauung, mit Garten | Lindenstraße 22 (Karte)                                                                   | Um 1900 | Relativ aufwendige Fassadengestaltung, gründerzeitliche Klinkerfassade, baugeschichtlich von Bedeutung. Zwei Geschosse, gelbe Klinker mit Gliederung, dekorative Fensterumrahmungen und Fensterbekrönungen, saniert, Fenster neu, Dekorplatten, Gesimsgliederung. | 08971643 |
| Direkt Bild zu diesem Denkmal hochladen | Vier Mietshäuser in offener Bebauung und in Ecklage, mit Vorgärten (siehe auch Angerstraße 26/28, Lindenstraße 28–32 und Ludwig-Jahn-Straße 6) | Lindenstraße 25, 27, 29, 31 (Karte)                                                       | Um 1930 | Geschlossene Wohnquartierbebauung der 1920er Jahre, Klinkerfassade mit Anklängen an den Stil der Neuen Sachlichkeit, baugeschichtlich von Bedeutung. Drei Geschosse, gelbe Klinker, Fenster alt, Haustür alt, Fensterläden im Erdgeschoss, teils saniert, Nummer 29 mit Zugang zum Waschhaus im Hof. | 08971630 |
| Direkt Bild zu diesem Denkmal hochladen | Drei Mietshäuser in offener Bebauung und in Ecklage, mit Vorgärten (siehe auch Angerstraße 26/28, Lindenstraße 25–31 und Ludwig-Jahn-Straße 6) | Lindenstraße 28, 30, 32 (Karte)                                                           | Um 1930 | Geschlossene Wohnquartierbebauung der 1920er Jahre, Klinkerfassade mit Anklängen an den Stil der Neuen Sachlichkeit, baugeschichtlich von Bedeutung. Drei Geschosse, gelbe Klinker, Fenster alt, Haustür alt, teilweise saniert. | 08971631 |
| Direkt Bild zu diesem Denkmal hochladen | Mietshaus in geschlossener Bebauung und in Ecklage (bauliche Einheit mit Bismarckstraße 28a) | Loberstraße 9 (Karte)                                                                     | Um 1908 | Bestandteil der geschlossenen straßentypischen gründerzeitlichen Klinkerbebauung, städtebaulich und baugeschichtlich von Bedeutung. Drei Geschosse, 6/4 Achsen, Laden, rote Klinker mit schlichter Eckbetonung, zur Bismarckstraße Risalit mit Dreiecksgiebel, Fenster und Laden neu. | 08971917 |
| Direkt Bild zu diesem Denkmal hochladen | Mietshaus in geschlossener Bebauung | Loberstraße 11 (Karte)                                                                    | Um 1900 | Straßentypische Klinkerfassade aus der Zeit um 1900, baugeschichtlich von Bedeutung. Drei Geschosse, sieben Achsen, Fenster neu, gelbe Klinkerfassade mit Gliederung, Kunstformsteine, Haustür neu. | 08971531 |
| Direkt Bild zu diesem Denkmal hochladen | Mietshaus in halboffener Bebauung | Loberstraße 12 (Karte)                                                                    | Um 1905/1910                                                                                                  | Mit repräsentativ gestaltetem Giebel, rote Klinkerfassade der Gründerzeit um 1900, baugeschichtlich von Bedeutung. Drei Geschosse, neun Achsen, Mittelrisalit mit repräsentativem Giebel, roter Klinker, schwungvoll gestaltete Giebelwand mit Putzgliederung. Original: Treppenhaus. | 08971552 |
| Direkt Bild zu diesem Denkmal hochladen | Mietshaus in geschlossener Bebauung | Loberstraße 13 (Karte)                                                                    | Um 1900 | Straßentypische Klinkerfassade aus der Zeit um 1900, baugeschichtlich von Bedeutung. Drei Geschosse, sechs Achsen, Fenster neu, rote Klinker, Dreiecksgiebel auf Risalit mit Kugelbekrönung, Schablonenmalerei im Treppenhaus, Treppenhaus, Hoftor, Terrazzo, Wohnungstüren AWC-Türen. | 08971532 |
| Direkt Bild zu diesem Denkmal hochladen | Mietshaus in geschlossener Bebauung | Loberstraße 15 (Karte)                                                                    | Um 1900 | Straßentypische Klinkerfassade aus der Zeit um 1900, baugeschichtlich von Bedeutung. Drei Geschosse, sechs Achsen, gelbe Klinkerfassade mit Gliederung und Kunstformsteinen, Fenster und Haustür neu. | 08971533 |
| Direkt Bild zu diesem Denkmal hochladen | Wohnhaus in offener Bebauung, mit seitlicher Einfriedung (siehe auch Angerstraße 26/28 und Lindenstraße 25–31 und 28–32) | Ludwig-Jahn-Straße 6 (Karte)                                                              | Um 1930 | Bestandteil der einheitlichen Quartierbebauung der 1920er Jahre, Klinkerfassade mit Anklängen an den Stil der Neuen Sachlichkeit, baugeschichtlich von Bedeutung. Zwei Geschosse, originale Haustür, gelbe Klinker, saniert, neue Fenster, Satteldach, mit rückwärtigem Zugang zum Waschhaus im Hof. | 08971629 |
| Weitere Bilder                          | Kirche St. Marien (mit Ausstattung), sechs Grabplatten an der Außenwand der Kirche und an der Friedhofsmauer, sowie gärtnerisch gestaltetes Gelände des ehemaligen Friedhofes und alte Friedhofsmauer | Marienplatz (Karte)                                                                       | Bezeichnet mit 1518; Umbau 1729–1730                                                                          | Ehemalige Gottesackerkirche, spätgotischer Kirchenbau mit repräsentativem, barockem Portal, barocke Grabplatten, baugeschichtlich, ortsgeschichtlich und künstlerisch von Bedeutung. Saalkirche, am südlichen Strebepfeiler bezeichnet mit 1518, fertiggestellt 1587, 1720–1730 barocke Wiederherstellung, turmloser, verputzter Backsteinbau. Innenausstattung: Altar und Kanzel ursprünglich aus St. Peter und Paul: zweiflügeliger Schnitzaltar um 1515, Holzkanzel bezeichnet mit 1616. Taufbecken und Kruzifix von 1958. Orgel von 1852, 1913 umgebaut. Im Chor Marienfigur aus Sandstein um 1420/1430 sowie zwei Grabmale des Ehepaares von Hochstetter (gestorben 1615/1620) aus Alabaster. An der Südwand Epitaph um 1732. | 08971613 |
| Weitere Bilder                          | Denkmal für Hermann Schulze-Delitzsch | Marienplatz (Karte)                                                                       | 1950 | Zum Gedenken an Dr. Hermann Schulze-Delitzsch, dem im Ort geborenen linksliberalen Politiker und Begründer des deutschen Genossenschaftswesens, Standbild geschaffen von Bildhauer Alfred Brumme, geschichtlich und künstlerisch von Bedeutung. Anstelle des im Zweiten Weltkrieg eingeschmolzenen Bronzedenkmals des Delitzscher Bildhauers Edwin Weißenfels schuf Max Alfred Brumme das Denkmal in Muschelkalk. | 08971612 |
|                                         | Portal eines Wohnhauses | Marienstraße 11 (Karte)                                                                   | 1910 | Ansprechend gestaltetes Portal, vom Vorgängerbau in einen Neubau übernommen, kunsthandwerksgeschichtlich von Bedeutung. Wohnhaus selbst kein Denkmal, 2014 festgestellt, das Portal 2008 als umgesetztes Original am Wohnhaus-Neubau Marienstraße 11 eingesetzt, originale Haustür wohl verloren gegangen. | 08971611 |
|                                         | Wohnhaus in halboffener Bebauung | Marienstraße 18 (Karte)                                                                   | 1902 | Ortstypischer gründerzeitlicher Klinkerbau, baugeschichtlich von Bedeutung. Mit Tordurchfahrt, zwei Geschosse, sieben Achsen, dreiachsiger Mittelrisalit mit bekröntem Dreiecksgiebel, Fenster neu, Fensterläden im Erdgeschoss alt, zwei kleine Fenster im Giebel original, zwei Dachhäuschen. Oiginal: Tor mit Oberlicht der Tordurchfahrt. Innen nicht gesehen. | 08971610 |
|                                         | Wohnhaus in geschlossener Bebauung | Markt 2 (Karte)                                                                           | 18. Jahrhundert, später verändert                                                                             | Mit Ladeneinbau, spätklassizistisch wirkende Putzfassade, um 1860/70 verändertes älteres Bürgerhaus, im Inneren im Erdgeschoss Kreuzgewölbe mindestens aus dem 18. Jahrhundert mit Wappenstein, hausgeschichtlich und städtebaulich von Bedeutung. Drei Geschosse, Fassade saniert, nur Traufgesimskonsolen erhalten. | 09259835 |
| Weitere Bilder                          | Rathaus in geschlossener Bebauung | Markt 3 (Karte)                                                                           | Im Kern 1474–1497, prägender Umbau 1849                                                                       | Stadtbildprägender repräsentativer Bau, spätklassizistisches Gebäude, im Kern noch mittelalterlich, von bauhistorischer, künstlerischer und stadtgeschichtlicher Bedeutung. Dreieinhalb Geschosse, neun Achsen, Putznutung über gesamter Fassade, saniert. | 08971763 |
|                                         | Wohnhaus in geschlossener Bebauung | Markt 4 (Karte)                                                                           | Um 1600 | Bedeutender Bestandteil der Kernstadtbebauung in städtebaulich wichtiger Lage, hübsche Putzfassade im Renaissancestil, im Stil des Historismus überformt, schönes Portal, baugeschichtlich von Bedeutung. Drei Geschosse, Putzfassade, steiles hohes Dach mit Fledermausgaupen, saniert. | 08971764 |
|                                         | Wohnhaus (mit Adler-Apotheke) in geschlossener Bebauung | Markt 5 (Karte)                                                                           | Um 1720, später überformt                                                                                     | Putzfassade mit Mansarddach, bedeutender Barockbau in städtebaulich wichtiger Lage mit Kellergewölben aus dem 15. Jahrhundert, ortsgeschichtlich und baugeschichtlich von Bedeutung. Zwei Geschosse, sieben Achsen, vier Dachgaupen, Dreiecksgiebel, Mansarddach, saniert, mit Kellergewölben aus dem 15. Jahrhundert. | 08971765 |
|                                         | Wohnhaus in geschlossener Bebauung | Markt 6 (Karte)                                                                           | 18. Jahrhundert, später überformt                                                                             | Stattliches Bürgerhaus mit Putzfassade und barockem Portal (mit Ohrengewänden), baugeschichtlich und kulturgeschichtlich bedeutsam. Drei Geschosse, fünf Achsen, Mansarddach, barockes Portal mit Ohrengewänden, im Kern barocker Bau, Fassade Ende 19. Jahrhundert. | 08971766 |
|                                         | Wohnhaus in halboffener Bebauung und in Ecklage | Markt 7 (Karte)                                                                           | Im Kern 17. Jahrhundert, später überformt                                                                     | Putzfassade und Mansarddach, im Kern barockes Gebäude, Bestandteil der Altstadtbebauung in städtebaulich wichtiger Lage, baugeschichtliche Bedeutung. Drei Geschosse, verputzt, vermutlich Fachwerkbau, Erdgeschoss mit vergrößerten Fenstereinbauten, Obergeschoss mit alten Fenstern, teilweise Winterfenster, Mansardkrüppelwalmdach, bewegter Dachstuhl. | 08971767 |
|                                         | Ehemaliges Wohnhaus in geschlossener Bebauung und in Ecklage | Markt 8 (Karte)                                                                           | 18. Jahrhundert, später verändert                                                                             | Bürgerhaus in städtebaulich bedeutender Lage, einfache Putzfassade und Krüppelwalmdach, Umbau des Erdgeschosses zur Sparkasse, heute Bürogebäude, baugeschichtlich von Bedeutung. Zwei Geschosse, Satteldach mit Krüppelwalmdach zur Straßenseite, liegende Schleppluken, Fassade zur Marktseite mit neun Achsen, Umbau des Erdgeschosses zur Sparkasse. | 08971769 |
|                                         | Wohnhaus in geschlossener Bebauung, später Sparkassengebäude | Markt 9 (Karte)                                                                           | 1922, im Kern älter                                                                                           | Gebäude mit neobarocker Fassade in städtebaulich bedeutender Lage, ortsgeschichtlich und baugeschichtlich von Bedeutung. Drei Geschosse, acht Achsen, Rosetten zwischen erstem und zweitem Obergeschoss, neobarocke Fassade, im Kern vermutlich 18. Jahrhundert, Zwerchgiebel, stehende Dachfenster. | 08971770 |
|                                         | Wohnhaus in geschlossener Bebauung | Markt 11 (Karte)                                                                          | Im Kern spätes 17. Jahrhundert, später verändert                                                              | Stadtbildprägendes Gebäude, einfache Putzfassade und steiles Satteldach, Geburtshaus von Franz Hermann Schulze (1808–1883), später Dr. Hermann Schulze-Delitzsch genannt (Begründer des deutschen Genossenschaftswesens), von städtebaulicher, baugeschichtlicher und personengeschichtlicher Bedeutung. Zweigeschossig, Fußbodenfließen Eingangsbereich vom Hof, untere Kellertür mit Biedermaierbeschlag, Holztreppenhaus. Dach: Innenwände Fachwerk mit Lehmverputz und Mustern, Dachstuhl gezapft, jünger als Nummer 10, luftgetrocknete Lehmziegel, Giebel alt, Dachstuhl jünger, nach vorn aufgeschoben, Spitzgiebel zu Nummer 10, stehender Dachstuhl mit Holzzapfen. Hofseitig um 1895 Treppenhaus angebaut. | 08971771 |
|                                         | Wohnhaus in geschlossener Bebauung und in Ecklage | Markt 11 (neben) (Karte)                                                                  | Im Kern spätes 17. Jahrhundert                                                                                | Bestandteil der milieugestaltenden kleinteiligen Altstadtbebauung, Putzbau mit Krüppelwalmdach, baugeschichtlich von Bedeutung. Zweigeschossig, Außenmauern ca. 40 Zentimeter, marktseitig Fensternischen, Giebelspitzen zu Nummer 11 mit Handstrichziegeln in Lehmmörtel, liegender Dachstuhl, Ziegel der Außenwand mit alten Steinen, nach hinten eingeschleppt, kleiner hofseitiger Anbau, biedermeierliches Treppenhaus, sehr alter Keller. | 08971802 |
|                                         | Wohnhaus in geschlossener Bebauung und in Ecklage | Markt 13 (Karte)                                                                          | 1768–1769, später überformt                                                                                   | Bürgerhaus in städtebaulich wichtiger Lage, Putzfassade mit Mansarddach, Fachwerk-Obergeschoss verputzt, baugeschichtlich und städtebaulich von Bedeutung. Zwei Geschosse, Fachwerk-Obergeschoss, Mansardkrüppelwalmdach, wird zurzeit saniert, Dachstuhl und Dachdeckung alt, zum Markt 4 hin Sichtfachwerk, Anbau kein Denkmal. | 08971772 |
|                                         | Wohnhaus in geschlossener Bebauung | Markt 14 (Karte)                                                                          | 18. Jahrhundert                                                                                               | Mit Ladeneinbau, einfacher Putzbau mit Mansarddach, städtebaulich wichtige Lage, baugeschichtlich von Bedeutung. Zwei Geschosse, fünf Achsen, Mansarddach, übergroßer Ladeneinbau im Erdgeschoss, insgesamt saniert (neue Fenster, neues Dach). | 08971773 |
|                                         | Wohnhaus in geschlossener Bebauung | Markt 15 (Karte)                                                                          | 17. Jahrhundert, später überformt                                                                             | Mit Ladeneinbau, Putzfassade mit steilem Satteldach, städtebaulich bedeutsame Lage, ortshistorisch und baugeschichtlich von Bedeutung. Zwei Geschosse, Satteldach mit bewegtem Dachstuhl, einfache Biberschwanzdeckung, fünf Achsen, nicht denkmalgerecht saniert, mit Werbeinschrift „Buchbinderei Paul Krause“. | 08971774 |
|                                         | Wohnhaus in halboffener Bebauung und in Ecklage | Markt 16 (Karte)                                                                          | 1723 | Städtebaulich wichtiger Bestandteil der barocken Kernstadtbebauung, Putzfassade und Mansarddach, baugeschichtlich und städtebaulich von Bedeutung. Drei Geschosse, ausgebautes Dachgeschoss, fünf Achsen, barocker Charakter, Fassade Ende 19. Jahrhundert verändert, im Erdgeschoss teilweise Gewölbe, nicht sehr gut saniert. | 08971776 |
|                                         | Wohnhaus in halboffener Bebauung und in Ecklage | Markt 17 (Karte)                                                                          | 1861 | Mit Laden, Putzfassade mit übergiebeltem Mittelrisalit, spätklassizistisch wirkender Gründerzeitbau in städtebaulich wichtiger Lage, baugeschichtlich von Bedeutung. Drei Geschosse, zweiachsiger Mittelrisalit, schlichter Fassadengliederung, Satteldach, Fenster neu, saniert, Treppenhaus original. | 08971775 |
|                                         | Wohnhaus in geschlossener Bebauung und in Ecklage | Markt 18 (Karte)                                                                          | 17. Jahrhundert, im Kern älter                                                                                | Putzfassade und steiles Satteldach, im Kern alter Renaissancebau mit ehemals schönem Schweifgiebel, als (vermutlich) Altes Rathaus von ortsgeschichtlicher Bedeutung, städtebaulich bedeutende Lage, bauhistorischer Wert. Zwei Geschosse, vier Achsen, Satteldach, neue Fenster, alter Dachstuhl, doppelte Biberschwanzdeckung, alte Haustür mit Oberlicht, Fassade erneuert, wesentliche Substanz noch 17. Jahrhundert, im Kern eventuell noch älter. | 08971778 |
|                                         | Wohnhaus in geschlossener Bebauung | Markt 20 (Karte)                                                                          | 1697, später überformt                                                                                        | Mit Ladeneinbau, später zum Kino umgebaut, stattlicher Bau in städtebaulich bedeutender Lage am Markt, Putzfassade mit steilem Satteldach, baugeschichtlich von Bedeutung. Drei Geschosse, sieben Achsen, verputzt, hohes Satteldach mit doppelter Biberschwanzdeckung mit zwei Fenstern, Erdgeschoss um 1920 innen verändert (Kino, kein historischer Saal). | 08971780 |
|                                         | Villa | Mauergasse 21 (Karte)                                                                     | Um 1905/1915                                                                                                  | Stattliches Gebäude im Jugendstil und Reformstil, Putzfassade und Mansardkrüppelwalmdach, baugeschichtlich und städtebaulich interessant. Erdgeschoss der Giebelwand eingebunden in die Stadtmauer, zwei ovale alte Fenster im Giebel, Dachstuhl und Dachdeckung alt, neue Haustür. | 08971754 |
| Weitere Bilder                          | Stadtmauer (unter anderem als Gebäudewand an der Mauergasse 23, mit Sandsteinbalkon und Torbogen), Einzeldenkmal zu ID-Nr. 08971943 | Mauergasse 23 (bei) (Karte)                                                               | Um 1400 (Stadtmauer); bezeichnet mit 1908 (neuer Torbogen Mauergasse 23)                                      | Einzeldenkmal der Sachgesamtheit Stadtbefestigung; ca. 1,4 km lange Stadtmauer, Abschnitt an der Mauergasse errichtet auf einem Teil der mittelalterlichen Stadtbefestigungs- und Wehranlage, straßenbildprägend und stadtgeschichtlich von Bedeutung. Gelbes Häuschen auf Stadtmauer mit Durchgang durch Mauer, Speicherluke(?), verputzt, Torbogen durch Stadtmauer mit Datierung, im Schlussstein datiert 1908, Wohnhaus kein Denkmal. | 08971756 |
| Direkt Bild zu diesem Denkmal hochladen | Wohnhauszeile in offener Bebauung, mit Vorgärten | Maybachstraße 1, 3, 5, 7, 9, 11, 13, 15, 17, 19, 21, 23 (Karte)                           | Um 1910/1915                                                                                                  | Authentisch überkommenes Ensemble einer Reichsbahnarbeiter-Wohnanlage, Putzfassade im Reformstil der Zeit um 1910, ortsgeschichtlich von Bedeutung. Je Einheit: drei Geschosse, Klinkersockel, schlichter Portalvorbau, schlichte Putzgliederung. Original: Haustür mit Oberlicht und Klinke, Terrazzo, Windfangtür, Treppenhaus. Die rückwärtigen Waschhäuser vor 2008 abgebrochen. | 08971812 |
|                                         | Wohnhaus in offener Bebauung und in Ecklage | Mühlstraße 2 (Karte)                                                                      | 17. Jahrhundert                                                                                               | Barocker Bestandteil der Kernstadtbebauung in unmittelbarer Nähe zur Kirche, Putzfassade und Mansarddach, Obergeschoss Fachwerk verputzt, Segmentbogenportal, städtebaulich und baugeschichtlich von Bedeutung. Zwei Geschosse, schöne (barocke?) Haustür mit Oberlicht, saniert, neue Fenster, Dachstuhl alt. | 08971729 |
|                                         | Wohnhaus in offener Bebauung | Mühlstraße 3 (Karte)                                                                      | 18. Jahrhundert                                                                                               | Bestandteil der barocken Altstadtbebauung, einfache Putzfassade und Mansarddach, baugeschichtlich von Bedeutung. Zwei Geschosse, saniert, alter Dachstuhl, Massivbau. | 08971732 |
|                                         | Wohnhaus in halboffener Bebauung | Mühlstraße 5 (Karte)                                                                      | 18. Jahrhundert                                                                                               | Bestandteil der barocken Altstadtbebauung, Putzfassade und Mansarddach, Obergeschoss Fachwerk verputzt, alte Haustür, baugeschichtlich von Bedeutung. Zwei Geschosse, saniert, Holzfenstergewände, neue Dachdeckung, alte Haustür mit Oberlicht. | 08971733 |
|                                         | Mietshaus in halboffener Bebauung | Mühlstraße 9 (Karte)                                                                      | Bezeichnet mit 1901                                                                                           | Mit Laden, aufwendiger gründerzeitlicher Klinkerbau mit qualitätsvoller Innenausstattung (zum Beispiel florale Bemalung im Treppenhaus) und Sandsteintafel des Vorgängerbaues (bezeichnet mit 1542), markante Lage nahe der Kirche, städtebaulich und baugeschichtlich von Bedeutung. Mit Tordurchfahrt und Laden, drei Geschosse, zwei Risalite, ansprechende Klinkergliederung, vier Dachgaupen mit verzierten Giebeln, saniert, Fenster neu, verzierte Maueranker, florale Treppenhausausmalung, Tor, Ladentür und Oberlicht original, Sandsteintafel. Original: Fußbodenfliesen mit Muster, Treppenhaus, Windfangtür mit Oberlicht, AWC-Türen, Sandsteintafel vom Vorgängerbau mit Inschrift „1542“. | 08971730 |
| Direkt Bild zu diesem Denkmal hochladen | Wohnhaus in geschlossener Bebauung (ein Grundstück mit Nr. 19) | Mühlstraße 17 (Karte)                                                                     | 18. Jahrhundert                                                                                               | Bestandteil der typischen kleinteiligen Altstadtbebauung, schlichte Putzfassade und steiles Satteldach, kulturgeschichtliche Bedeutung. Drei Geschosse, drei Achsen, sehr hohes Satteldach, vermutlich Fachwerk-Obergeschoss, neue Fenster. | 08971803 |
| Direkt Bild zu diesem Denkmal hochladen | Wohnhaus in geschlossener Bebauung (ein Grundstück mit Nr. 17) | Mühlstraße 19 (Karte)                                                                     | 18. Jahrhundert                                                                                               | Bestandteil der typischen kleinteiligen Altstadtbebauung, schlichte Putzfassade und steiles Satteldach, kulturgeschichtlich bedeutend. Zwei Geschosse, vermutlich Fachwerk-Obergeschoss, hohes Satteldach (siehe auch Nummer 17), Fenster neu, bewegter Dachstuhl, Erdgeschoss mit zu großem Fenstereinbau. | 08971804 |
|                                         | Wohnhaus in halboffener Bebauung | Münze 8 (Karte)                                                                           | 1545 | Bestandteil der milieugestaltenden Altstadtbebauung, Fachwerk-Obergeschoss mit K-Streben, Satteldach, baugeschichtlich von Bedeutung. Zwei Geschosse, Erdgeschoss verputzt, vermutlich Fachwerk im Giebel, bewegte Traufe und bewegter Dachstuhl, neue Fenster, laut Häuserbuch Baujahr 1545 auf dem Gelände des ehemaligen Patz'schen Freihofes. | 08971934 |
|                                         | Wohnhaus in geschlossener Bebauung | Münze 27 (Karte)                                                                          | Anfang 18. Jahrhundert                                                                                        | Bestandteil der Bebauung des 18. Jahrhunderts im Kernstadtbereich, schlichte Putzfassade und Satteldach, baugeschichtlich von Bedeutung. Zwei Geschosse, vermutlich Fachwerk-Obergeschoss, alte Fenster, saniert, neue Haustür, Schwellbalken sichtbar. | 08971799 |
| Direkt Bild zu diesem Denkmal hochladen | Wohnhaus und Nebengebäude eines Mühlenanwesens (Naundorfer Mühle) | Naundorfer Mühle 1 (Karte)                                                                | 18. Jahrhundert                                                                                               | Ehemalige Wassermühle, teilweise in Fachwerkbauweise, technikgeschichtliche, ortshistorische und kulturgeschichtliche Bedeutung. - Hauptbau: zwei Geschosse, Krüppelwalmdach - Seitengebäude: Winkelbau, Fachwerk, Satteldach | 08971831 |
| Direkt Bild zu diesem Denkmal hochladen | Mietshaus in halboffener Bebauung und in Ecklage, mit Hofgebäude | Nordplatz 11 (Karte)                                                                      | Um 1910 | Ansprechende Fassadengliederung, Klinker-Putz-Fassade, baugeschichtlich von Bedeutung. Drei Geschosse, 6/1/2 Achsen, Risalit mit geschwungenem Giebelabschluss, Eckerker, schlichte Putzgliederung, ehemals mit Laden (heute vermauert), Fenster überwiegend alt. Original: Haustür mit farbigem Oberlicht. Innen nicht gesehen. | 08971585 |
| Direkt Bild zu diesem Denkmal hochladen | Mietshaus in halboffener Bebauung | Nordstraße 3 (Karte)                                                                      | Um 1900 | Ansprechend gestaltete historistische Klinkerfassade, baugeschichtlich von Bedeutung. Drei Geschosse, sechs Achsen, Putznutung im Erdgeschoss, Risalit mit hohem, von Kugeln bekrönt, Giebel, saniert, alle Fenster neu, im Bereich des Risalites aufwendige Fensterbekrönungen. | 08971584 |
|                                         | Wohnhaus in offener Bebauung | Pfortenplatz 4 (Karte)                                                                    | Um 1800 | Bestandteil der kleinteiligen Altstadtbebauung, platzbildprägend, Obergeschoss Fachwerk verputzt, steiles Krüppelwalmdach, baugeschichtlich und städtebaulich von Bedeutung | 09305811 |
|                                         | Gasthaus „Pfortenstübchen“ in geschlossener Bebauung und in Ecklage | Pfortenstraße 4 (Karte)                                                                   | Anfang 19. Jahrhundert                                                                                        | Bestandteil der kleinteiligen Altstadtbebauung in exponierter Lage nahe dem Kirchplatz, Putzfassade und Krüppelwalmdach, baugeschichtlich und städtebaulich von Bedeutung. Zwei Geschosse, neun Achsen, traufständig, Krüppelwalmdach, alter Dachstuhl, Biberschwanzdeckung, saniert, neue Fenster. | 08971726 |
| Direkt Bild zu diesem Denkmal hochladen | Wohnhaus in offener Bebauung und in Ecklage | Pfortenstraße 5 (Karte)                                                                   | Im Kern 16./17. Jahrhundert                                                                                   | Stattlicher Bau barocken Ursprungs am Pfortenplatz, diente im 16./17. Jahrhundert als Ratsbackhaus, dann als Offiziersquartier, bis 1739 an Corporäle und städtische Handwerker vermietet, Putzfassade und Krüppelwalmdach, ortshistorische und kulturgeschichtliche Bedeutung. Zwei Geschosse, vermutlich Fachwerk-Obergeschoss, traufständig, bewegter Dachstuhl, einfache Biberschwanzdeckung, im Obergeschoss Holzfenstergewände, drei Dachgaupen. Original: alte Haustür mit Oberlicht, an Giebelseite Balkonanbau aus den 1920er Jahren. | 08971805 |
| Direkt Bild zu diesem Denkmal hochladen | Wohnhaus in geschlossener Bebauung | Pfortenstraße 10 (Karte)                                                                  | Um 1900 | Gründerzeitliche Klinkerfassade, reich verzierte Fassadengestaltung, baugeschichtlich von Bedeutung. Zwei Geschosse, fünf Achsen, alte Haustür, saniert, reiche Verzierungen, Mansarddach. | 08971800 |
|                                         | Wohnhaus in geschlossener Bebauung, mit Pflasterung in der Tordurchfahrt | Ritterstraße 2 (Karte)                                                                    | 16. Jahrhundert                                                                                               | Herrschaftlicher Bau der Renaissancezeit, sogenannter Adelstanz, große Tordurchfahrt, Putzfassade und steiles Satteldach, bauhistorisch, kulturgeschichtlich und stadtgeschichtlich bedeutsam. Mit Tordurchfahrt, drei Geschosse, im Erdgeschoss Rundbogenportal, Holzfenstergewände, Satteldach, zwei Gaupen, neue Fenster, saniert, Werbeinschrift „D ? Farbenhandlung“, von 1930, diente als Vergnügungsstätte des Adels aus Delitzsch und Umgebung. | 08971715 |
|                                         | Wohnhaus in halboffener Bebauung (bauliche Einheit mit Nr. 8) | Ritterstraße 6 (Karte)                                                                    | Um 1900 | Reich gegliederte Gründerzeitfassade, Klinkerfassade in gleicher Gestaltung wie Nummer 8, baugeschichtlich von Bedeutung. Zwei Geschosse, roter Klinkersockel, Gesimsgliederung, Dekorplatten, reiche Fassadengliederung, Fenster neu, nachträgliche Dachaufbauten, gelbe Klinkerfassade (s. a.: Nummer 8). | 08971711 |
|                                         | Wohnhaus in geschlossener Bebauung (bauliche Einheit mit Nr. 6) | Ritterstraße 8 (Karte)                                                                    | Um 1900 | Reich gegliederte Gründerzeitfassade, Klinkerfassade in gleicher Gestaltung wie Nummer 6, baugeschichtlich von Bedeutung. Mit Tordurchfahrt, zwei Geschosse, roter Klinkersockel, gelbe Klinkerfassade, siehe auch Nummer 6. | 08971712 |
| Weitere Bilder                          | Wohnhaus in geschlossener Bebauung (sogenanntes Stadtschreiberhaus) | Ritterstraße 11 (Karte)                                                                   | Bezeichnet mit 1572                                                                                           | Bemerkenswerter Bau der Renaissancezeit, Putzfassade und steiles Satteldach, schönes Sitznischenportal, sogenanntes Stadtschreiberhaus, bauhistorische, kunstgeschichtliche und stadtgeschichtliche Bedeutung. Drei Geschosse, verputzt, saniert, neue Fenster, Stadtschreiberhaus mit Sitznischenportal und gewölbter Eingangshalle. | 08971714 |
|                                         | Wohnhaus in geschlossener Bebauung | Ritterstraße 13 (Karte)                                                                   | Bezeichnet mit 1611, später überformt                                                                         | Wichtiger Bestandteil der Altstadtbebauung, im Kern ein Renaissancebau, klassizistische wirkende Erdgeschoss-Fassade, Obergeschoss Fachwerk verputzt, schöne Hauseingangstür, baugeschichtlich von Bedeutung. Mit Tordurchfahrt, zwei Geschosse, Putznutung im Erdgeschoss, Erdgeschoss mit alten Fenstern und Fensterläden, Obergeschoss in Fachwerk (verputzt) mit alten Fenstern, neue Dachdeckung, schöne Haustür mit Oberlicht und Klinke. | 08971713 |
|                                         | Wohnhaus in geschlossener Bebauung | Ritterstraße 19 (Karte)                                                                   | 18. Jahrhundert                                                                                               | Mit Tordurchfahrt, herrschaftlich wirkendes Wohnhaus, wichtiger Bestandteil der Altstadtbebauung, Putzfassade und steiles Satteldach, baugeschichtlich von Bedeutung. Mit Tordurchfahrt, zwei Geschosse, Massivbau, alter Dachstuhl, wird zurzeit saniert, alle Fenster neu, Hofgebäude um 1900 und um 1935. Nebengebäude (Anschrift Mauergasse 24–24c) im Hof nach Sanierung und Umbau keine Denkmale mehr, daher 2015 gestrichen. | 08971710 |
|                                         | Wohnhaus in geschlossener Bebauung | Ritterstraße 21 (Karte)                                                                   | 19. Jahrhundert, im Kern älter                                                                                | Herrschaftlich wirkendes Wohnhaus, Bestandteil der Altstadtbebauung, klassizistisch anmutende Putzfassade mit originaler Haustür, baugeschichtlich von Bedeutung. Zwei Geschosse, Fachwerkbau (verputzt), leicht gegliederte Putzfassade, neue Fenster, vier Dachgaupen, saniert, schöne alte Haustür mit Oberlicht. | 08971709 |
|                                         | Wohnhaus in geschlossener Bebauung | Ritterstraße 23 (Karte)                                                                   | 17. Jahrhundert                                                                                               | Herrschaftlich anmutendes Wohnhaus, Bestandteil der typischen kleinteiligen Altstadtbebauung, Putzfassade mit sehr hohem Satteldach, baugeschichtlich von Bedeutung. Zwei Geschosse, acht Achsen, hohes Satteldach, alter Dachstuhl, neue Dachdeckung, neue Fenster, neue Tür, Satteldach mit mehreren Dachebenen. | 08971707 |
| Weitere Bilder                          | Wohnhaus in halboffener Bebauung und in Ecklage | Ritterstraße 27 (Karte)                                                                   | 1558 | Mächtiger Renaissance-Bau mit hohen Zwerchhäusern und Volutengiebeln, zeittypischer Putzbau, baugeschichtlich, ortshistorisch und kunstgeschichtlich bedeutsam. Fenster neu, Porphyrtuffgewände, ehemals Wohnhaus des Amts-Schössers Christoph Lotter. Anbau zur Badergasse vor 2008 abgebrochen. | 08971706 |
|                                         | Wohnhaus in geschlossener Bebauung | Ritterstraße 29 (Karte)                                                                   | 19. Jahrhundert                                                                                               | Bestandteil der kleinteiligen Altstadtbebauung, Putzfassade und steiles Satteldach, baugeschichtlich von Bedeutung. Zwei Geschosse, drei Gaupen, saniert. | 08971705 |
|                                         | Wohnhaus in geschlossener Bebauung | Ritterstraße 31 (Karte)                                                                   | Nachträglich bezeichnet mit 1670                                                                              | Bestandteil der kleinteiligen Altstadtbebauung, Putzfassade und steiles Satteldach, originale Haustür, baugeschichtlich von Bedeutung. Zwei Geschosse, vier Achsen, originale Haustür mit Oberlicht und Klinke, Satteldach, saniert. | 08971704 |
|                                         | Wohnhaus in geschlossener Bebauung | Ritterstraße 33 (Karte)                                                                   | 19. Jahrhundert                                                                                               | Mit Ladeneinbau, Bestandteil der geschlossenen Altstadtbebauung, Putzfassade und steiles Satteldach, schöne originale Haustür, baugeschichtlich von Bedeutung. Zwei Geschosse, Gesimsgliederung, schöne originale Haustür mit Klinke und Oberlicht, zwei Fensterläden alt sowie Fenster im Obergeschoss, alter Dachstuhl, alte Biberschwanzdeckung, Laden neu, Werbeinschrift alt. | 08971703 |
| Direkt Bild zu diesem Denkmal hochladen | Jüdischer Friedhof (Sachgesamtheit) | Rosental (Karte)                                                                          | 1861–1938 | Sachgesamtheit Jüdischer Friedhof, mit den Einzeldenkmalen: Friedhofsmauer, Grabsteine und Denkmal für die Gefallenen des Ersten Weltkrieges (siehe Einzeldenkmal 08971945) sowie der gärtnerischen Gestaltung (Gartendenkmal); geschichtlich, gartenkünstlerisch und ortsgeschichtlich von Bedeutung | 09302178 |
| Direkt Bild zu diesem Denkmal hochladen | Friedhofsmauer, Grabsteine und Kriegerdenkmal für die im Ersten Weltkrieg gefallenen Mitglieder der jüdischen Gemeinde (Einzeldenkmale zu ID-Nr. 09302178) | Rosental (Karte)                                                                          | 1861–1938 (Friedhofsbestandteil); nach 1918 (Kriegerdenkmal)                                                  | Einzeldenkmale der Sachgesamtheit Jüdischer Friedhof; geschichtlich und ortsgeschichtlich von Bedeutung | 08971945 |
| Weitere Bilder                          | Postmeilensäule | Rosental 60 (Karte)                                                                       | Bezeichnet mit 1730 (Restaurierung 1890)                                                                      | Kursächsische Postmeilensäule (Sachgesamtheit); weitgehend original erhaltene, im Tiergarten Delitzsch aufgestellte Distanzsäule aus dem Jahr 1730 in Sandstein mit ortsgeschichtlicher Bedeutung. In Delitzsch wurde um 1730 unweit des Roßplatzes eine Distanzsäule aus Loderslebener Sandstein für die Poststraßen Leipzig–Calbe–Magdeburg sowie Leipzig–Dessau aufgestellt. Sie war wie die anderen Distanzsäulen nach einheitlichem Muster verziert und beschriftet. Jedoch zeichnete sich die Delitzscher Distanzsäule durch ein übergroßes Kopfstück aus, die der Säule eine schlankere Form verlieh und damit größer als üblich war. 1890 restaurierte der Delitzscher Verschönerungsverein die Säule und ersetzte fehlende Stücke mit Zement. Vermutlich wurde sie danach direkt am Roßplatz aufgestellt (bis ins 19. Jahrhundert hieß der Platz auch „Platz an der Postsäule“). 1960 erfolgte eine weitere Restaurierung dieser Säule, wobei der Sandstein gefestigt und die Vergoldung und die Bemalung erneuert wurden. Die originale Säule wurde 1974 in den Delitzscher Tiergarten umgesetzt und ist seitdem nicht mehr Teil des ursprünglichen Postwegenetzes. Trotz Restaurierung kommt der weitgehend bauzeitlich erhaltenen Säule als ehemaliger Bestandteil des Verkehrsleitsystems eine ortsgeschichtliche Bedeutung zu. | 08971609 |
| Weitere Bilder                          | Postmeilensäule | Roßplatz (Karte)                                                                          | 1974 | Kopie als Teil des kursächsischen Postverkehrssystem mit verkehrsgeschichtlicher Bedeutung. Im Jahr 1974 fertigte der VEB Kombinat Hochbau I Leipzig eine Kopie der Säule mit denselben Maßen und Materialien wie die originale Säule an. Auch sie erhielt die prägende überschlanke Form. Die Kopie erhielt nunmehr ihre Aufstellung anstelle der alten Säule am Standort Roßplatz. Die Kopie der Säule gliedert sich in Wappenstück, Schriftteil mit Entfernungsangabe, die Jahreszahl 1731 und Posthornzeichen sowie den Sockel mit einem Teilstück roten Sandsteins (als Rest der Originalsäule). Die Kopie der Distanzsäule auf dem Roßplatz ist als Bestandteil des überregional bedeutenden kursächsischen Postwegesystems verkehrsgeschichtlich von Bedeutung. | 08971609 |
|                                         | Wohnhaus in geschlossener Bebauung und in Ecklage | Roßplatz 1 (Karte)                                                                        | Im Kern wohl 17. Jahrhundert                                                                                  | Seit 1926 Sitz der Delitzscher Vereinsbank, hervorgegangen aus der Darlehenskasse des Delitzscher Vorschussvereins, einer 1850 gegründeten, durch Hermann Schulze-Delitzsch angeregten, genossenschaftlichen Bank, ortsgeschichtlich von Bedeutung. Zwei Geschosse, Erdgeschoss mit Korbbogenfenstern, Obergeschoss mit Rechteckfenstern, Walmdach mit altem Dachstuhl. | 08971608 |
|                                         | Wohnhaus in geschlossener Bebauung und in Ecklage | Roßplatz 5 (Karte)                                                                        | 1697 | Putzbau mit hohem Krüppelwalmdach, durch Straßenlage auffallend im Stadtbild, städtebaulich von Bedeutung. Zwei Geschosse, Putzbau, sehr hohes Krüppelwalmdach, saniert, alte Haustür an der Ecke. | 08971807 |
|                                         | Wohnhaus in geschlossener Bebauung und in Ecklage | Roßplatz 6 (Karte)                                                                        | 17. Jahrhundert                                                                                               | Stadtbildprägender Putzbau in städtebaulich wichtiger Lage. Zwei Geschosse, 8/3 Achsen, saniert, bewegte Traufe, Satteldach, eine Seite Walmdach. | 08971808 |
| Direkt Bild zu diesem Denkmal hochladen | Wohnhaus in offener Bebauung und in Ecklage | Schäfergraben 5a (Karte)                                                                  | Um 1900 | Bau der Jahrhundertwende um 1900, mit schlichter Klinkerfassade, in Ecklage zur Angerstraße, baugeschichtlich von Bedeutung. Zwei Geschosse, zweiachsiger Risalit, roter Klinkersockel, ansprechende Fassadengestaltung, u. a. im Traufbereich und Giebelzone, originale Kellerfenstergitter. | 08971645 |
| Direkt Bild zu diesem Denkmal hochladen | Schlauchturm der Feuerwache (Feuerwache Delitzsch) | Schäfergraben 6 (Karte)                                                                   | Um 1925/1930                                                                                                  | Ansprechend gestalteter Turm, rote Klinkerbau in expressionistischen Formen, künstlerisch und baugeschichtlich von Bedeutung, restlicher Teil der Feuerwache ist neu | 08971648 |
| Direkt Bild zu diesem Denkmal hochladen | Wohnhaus in geschlossener Bebauung (mit Schuster-Werkstatt) | Schloßstraße 1 (Karte)                                                                    | Um 1800 | Milieugestaltender Bestandteil der kleinteiligen Altstadtbebauung, traufständiger Putzbau mit steilem Satteldach, an der Hofseite Laubengang, alte Schuhmacherei, baugeschichtlich von Bedeutung. Wohnhaus in geschlossener Bebauung mit Werkstatt und ehemaligen Hausdurchgang sowie hofseitigem Laubengang, hohes Dach. Original: Haustür und Hausdurchgangstür. Saniert, nicht unterkellert, Hofseite Laubengang im Obergeschoss. | 08971735 |
|                                         | Wohnhaus in halboffener Bebauung und in Ecklage | Schloßstraße 2 (Karte)                                                                    | 17. Jahrhundert                                                                                               | Verputztes Fachwerk-Obergeschoss, Bestandteil der kleinteiligen Altstadtbebauung mit originalem Treppenhaus, baugeschichtlich von Bedeutung | 08971731 |
| Direkt Bild zu diesem Denkmal hochladen | Teil eines Wohnhauses in geschlossener Bebauung, an der Hofseite ein Wappenstein | Schloßstraße 3 (Karte)                                                                    | Bezeichnet mit 1860 (Gebäudeteil); bezeichnet mit 1678 (Wappen)                                               | Bestandteil der kleinteiligen Altstadtbebauung, im Hof barocker Wappenstein, baugeschichtlich und hausgeschichtlich von Bedeutung. Zweiachsiger schmaler Teil eines Wohnhauses, ehemals mit Tordurchfahrt, Wappenstein im Hof (Sandstein, bezeichnet mit 1678), Wohnhaus zur Schloßstraße hin bezeichnet mit „TD 1860“. | 08972075 |
|                                         | Ehemaliges Verwaltungsgebäude in halboffener Bebauung | Schloßstraße 9 (Karte)                                                                    | Um 1910, im Kern älter                                                                                        | Stattliches Gebäude mit schlichter gegliederter Putzfassade, originale Hauseingangstür im Jugendstil, städtebaulich von Bedeutung. Zwei Geschosse, sieben Achsen, Mansarddach, sieben kleine stehende Dachfenster mit Satteldächern, Fassadengliederung durch Pilaster, Jugendstiltür. | 08971736 |
|                                         | Wohnhaus in offener Bebauung | Schloßstraße 11 (Karte)                                                                   | 1682 | Bestandteil der Altstadtbebauung in Nähe zum Schlossbereich, Putzfassade und Satteldach, Obergeschoss Fachwerk verputzt, städtebaulich von Bedeutung. Zwei Geschosse, verputztes Fachwerk-Obergeschoss, Erdgeschoss mit Fensterläden, Fenster neu. | 08971961 |
|                                         | Wohnhaus in ehemals geschlossener Bebauung | Schloßstraße 16 (Karte)                                                                   | 18. Jahrhundert                                                                                               | Bestandteil der kleinteiligen barocken Altstadtbebauung, schlichte Putzfassade, hübsche klassizistische Hauseingangstür, baugeschichtlich von Bedeutung. Zwei Geschosse, verputztes Fachwerk-Obergeschoss, vergrößerte Fenster (?), schöne Haustür mit Oberlicht, alter Dachstuhl, alte Biberschwanzdeckung. Wird laut Chronik 1795 als „Kutscherhof“ benannt und könnte somit der zum Schloss gehörende Marstall gewesen sein. | 08971737 |
|                                         | Wohnhaus in geschlossener Bebauung | Schloßstraße 18 (Karte)                                                                   | 18. Jahrhundert                                                                                               | Bestandteil der ortstypischen kleinteiligen Altstadtbebauung, Putzfassade, mit schöner Haustür, baugeschichtlich von Bedeutung. Zwei Geschosse, Putzfassade, saniert, Dachausbauten, Haustür mit Oberlicht. | 08971933 |
|                                         | Wohnhaus in geschlossener Bebauung | Schloßstraße 20 (Karte)                                                                   | 18. Jahrhundert                                                                                               | Bestandteil der ortstypischen kleinteiligen Altstadtbebauung, Obergeschoss Fachwerk verputzt, baugeschichtlich von Bedeutung | 09305810 |
|                                         | Wohnhaus in halboffener Bebauung und in Ecklage | Schloßstraße 22 (Karte)                                                                   | 18. Jahrhundert                                                                                               | Bestandteil der kleinteiligen barocken Altstadtbebauung, mit Fachwerk-Obergeschoss und Krüppelwalmdach, baugeschichtlich und städtebaulich von Bedeutung. Zwei Geschosse, verputztes Fachwerk-Obergeschoss, alter Dachstuhl, alte Fenster, im Obergeschoss und Giebel Holzfenstergewände. | 08971738 |
| Weitere Bilder                          | Schloss Delitzsch (Sachgesamtheit) | Schloßstraße 23, 24, 25, 26, 28, 30a, 30b, 31, 32 (Karte)                                 | Im Kern Ende 14. Jahrhundert; 1689–1696                                                                       | Sachgesamtheit Schloss Delitzsch, mit den Einzeldenkmalen: Schloss (mit Ausstattung) und Schlossmauer (siehe Schloßstraße 31, 09302188), ehemaliges Frauengefängnis (Schloßstraße 28, 08971686 und Schloßstraße 30, 08971683), Altes Amtshaus (Schloßstraße 26, 08971687), Schlossbrücke (Schloßstraße bei 31, 08972138), Keller eines Wohnhauses (Schloßstraße 23, 08971689) und ehemalige Amtsschösserei (Schloßstraße 25, 08971688) und den Sachgesamtheitsteilen: innerer und äußerer verfüllter Schlossgraben sowie ehemaliger Barockgarten (Gartendenkmal) innerhalb der äußeren Schlossmauern; barocke Schlossanlage, kunstgeschichtliche und gartenkünstlerische, bauhistorische, stadtgeschichtliche und kulturgeschichtliche Bedeutung. | 08971685 |
| Direkt Bild zu diesem Denkmal hochladen | Keller des Gärtnerhauses (Einzeldenkmal zu ID-Nr. 08971685) | Schloßstraße 23 (Karte)                                                                   | Vermutlich 17. Jahrhundert oder älter                                                                         | Einzeldenkmal der Sachgesamtheit Schloss Delitzsch; eines der größten Backsteintonnengewölbe der Stadt, geschichtlich von Bedeutung. In diesem Haus befand sich bis 1787 die Amtsschreiberei und die Gärtnerwohnung des Schlosses, Anbau an die Amtsschösserei. Wohnhaus kein Denkmal, da Neubau. | 08971689 |
| Direkt Bild zu diesem Denkmal hochladen | Wohnhaus, ehemalige Amtsschösserei (Einzeldenkmal zu ID-Nr. 08971685) | Schloßstraße 25 (Karte)                                                                   | 18. Jahrhundert                                                                                               | Einzeldenkmal der Sachgesamtheit Schloss Delitzsch; alte Amtsschreiberei und Gärtnerwohnung des Schlosses, zweigeschossiger Putzbau mit Krüppelwalmdach, stadthistorische und kulturgeschichtliche Bedeutung. Zwei Geschosse, traufständig, Krüppelwalmdach, teilweise Bruchstein-Mauerwerk, teilweise hölzerner Türsturz, vergleiche Nummer 23, wird gemeinsam mit Nummer 25 genutzt. | 08971688 |
|                                         | Altes Amtshaus, später Superintendentur (Einzeldenkmal zu ID-Nr. 08971685) | Schloßstraße 26 (Karte)                                                                   | 1688 | Einzeldenkmal der Sachgesamtheit Schloss Delitzsch ; stattlicher Barockbau, schlichte Putzfassade und Krüppelwalmdach, von stadthistorischer und kulturgeschichtlicher Bedeutung. Zwei Geschosse, Putzfassade, hohes Krüppelwalmdach, alte Haustür, saniert, neue Fenster, neue Biberschwanzdeckung, alter Dachstuhl. Original: große zentrale Diele, Treppenhaus, Türen im Inneren, Kellertür, Natursteinplatten, 1688–1786 als Amtshaus genutzt, ab 1786 Nutzung als Superintendentur. | 08971687 |
|                                         | Ehemalige Gefängniswache, heute Gaststätte (Einzeldenkmal zu ID-Nr. 08971685) | Schloßstraße 28 (Karte)                                                                   | 1859 | Einzeldenkmal der Sachgesamtheit Schloss Delitzsch; ansprechend gestalteter gründerzeitlicher Klinkerbau, Eingangsbau des ehemaligen Frauengefängnisses, von ortsgeschichtlicher und bauhistorischer Bedeutung. Zwei Geschosse, Backsteinbau, drei Dachgaupen, Satteldach, Natursteinsockel, Fenster neu, Dach neu, diente zur Unterbringung von Angestellten der Strafanstalt. | 08971686 |
|                                         | Ehemaliges Frauengefängnis, heute Verwaltungsgebäude (Einzeldenkmal zu ID-Nr. 08971685) | Schloßstraße 30 (Karte)                                                                   | 1860 | Einzeldenkmal der Sachgesamtheit Schloss Delitzsch; stattlicher gründerzeitlicher Klinkerbau, von ortsgeschichtlicher Bedeutung. Bruchsteinsockel, Ziegelbau, Risalite (zwei Seiten ein Mittelrisalit), saniert, neue Fenster. | 08971683 |
| Weitere Bilder                          | Schloss (mit Ausstattung) und Schlossmauer (Einzeldenkmal zu ID-Nr. 08971685) | Schloßstraße 31 (Karte)                                                                   | 1687 (Dendro)                                                                                                 | Einzeldenkmale der Sachgesamtheit Schloss Delitzsch; repräsentativer Barockbau mit markantem Turm und wertvoller Ausstattung kunstgeschichtliche, bauhistorische, stadtgeschichtliche und kulturgeschichtliche Bedeutung | 09302188 |
| Weitere Bilder                          | Schlossbrücke über den trockengelegten Wassergraben, flankiert von zwei Obelisken (Einzeldenkmal zu ID-Nr. 08971685) | Schloßstraße 31 (bei) (Karte)                                                             | 18. Jahrhundert                                                                                               | Einzeldenkmal der Sachgesamtheit Schloss Delitzsch; künstlerisch, baugeschichtlich und platzbildprägend von Bedeutung | 08972138 |
|                                         | Wohnhaus in geschlossener Bebauung | Schulstraße 11 (Karte)                                                                    | 18. Jahrhundert                                                                                               | Einfache Putzfassade mit Dachhäuschen, originale Eingangstür, ehemaliges Wohnhaus von Dr. Hermann Schulze-Delitzsch (1808–1883), Begründer der Genossenschaftsbewegung, ortsgeschichtlich von Bedeutung. Zwei Geschosse, reich gestaltete Eingangstür, Holzfenstergewände im Obergeschoss, vor 2015 kopierender Neubau mit Einbeziehung einer originalen Tür, Gedenktafel. | 08971725 |
|                                         | Haustür eines Wohnhauses | Schulstraße 13 (Karte)                                                                    | Um 1900 | Tür im Jugendstil (Gebäude älter), handwerklich-künstlerisch von Bedeutung, Wohnhaus kein Denkmal | 08971724 |
|                                         | Wohnhaus in geschlossener Bebauung | Schulstraße 21 (Karte)                                                                    | 18. Jahrhundert                                                                                               | Relativ ungestört erhaltener Bestandteil der kleinteiligen Altstadtbebauung in unmittelbarer Nähe zur alten Schule, schlichte Putzfassade und Satteldach, Obergeschoss Fachwerk verputzt, baugeschichtlich von Bedeutung. Zwei Geschosse, Fachwerk-Obergeschoss verputzt, alter Dachstuhl, Holzfenstergewände, Fenster im Obergeschoss alt. | 08971960 |
|                                         | Schule und Hofgebäude (Alte Knabenschule) | Schulstraße 23 (Karte)                                                                    | 1828, später erweitert (Schule); um 1930 (Nebengebäude)                                                       | Schulgebäude ein klassizistischer Bau, Hofgebäude Anklänge an die Neuen Sachlichkeit, von ortsgeschichtlicher Bedeutung. Drei Geschosse, Putzbau, schmucklose Fassade, alte Haustür mit Oberlicht. | 08971723 |
|                                         | Haustür eines Wohnhauses | Schulstraße 27 (Karte)                                                                    | Um 1905 | Jugendstiltür mit Inschrift (Gebäude älter), handwerklich-künstlerisch von Bedeutung | 08971722 |
| Direkt Bild zu diesem Denkmal hochladen | Mietshaus in offener Bebauung und in Ecklage | Securiusstraße 2 (Karte)                                                                  | Um 1900 | Repräsentativer gründerzeitlicher Klinkerbau in städtebaulich wichtiger Lage, mit Turm, baugeschichtlich und städtebaulich von Bedeutung. Gelber Klinker, Eckturm zu jeder Seite, zwei zweiachsige Risalite mit Dreiecksgiebel, Klinker-Bruchstein-Sockel, feine Fassadengliederung mit Keramikformsteinen, Fenster alle neu. | 08971596 |
| Direkt Bild zu diesem Denkmal hochladen | Wohnhaus in offener Bebauung, mit Vorgarten und Einfriedung | Securiusstraße 4 (Karte)                                                                  | Um 1900 | Straßentypischer gründerzeitlicher Klinkerbau mit gut erhaltener Innenausstattung, baugeschichtlich von Bedeutung. Zwei Geschosse, acht Achsen, gelbe Klinker mit schlichter Gliederung, Dreiecksgiebel, zwei Dachhäuschen. Original: Hoftür, Kellertür, AWC-Türen, Wohnungstüren, Treppenhaus, Fußbodenfliesen mit Muster, Treppenhausfenster, alle Fenster (?). | 08971597 |
| Direkt Bild zu diesem Denkmal hochladen | Wohnhaus in halboffener Bebauung (bauliche Einheit mit Securiusstraße 8), mit Vorgarten | Securiusstraße 6 (Karte)                                                                  | Um 1900 | Straßentypischer gründerzeitlicher Klinkerbau, baugeschichtlich von Bedeutung. Zwei Geschosse, sechs Achsen, gelbe und rote Klinker mit schlichter Gliederung (Gesimsgliederung), Dreieckgiebel, zwei Dachhäuschen, alle Fenster neu, saniert, innen nicht gesehen. | 08971598 |
| Direkt Bild zu diesem Denkmal hochladen | Wohnhaus in halboffener Bebauung (bauliche Einheit mit Securiusstraße 6), mit Vorgarten und Einfriedung | Securiusstraße 8 (Karte)                                                                  | Um 1900 | Straßentypischer gründerzeitlicher Klinkerbau mit gut erhaltener Innenausstattung, baugeschichtlich von Bedeutung. Zwei Geschosse, sechs Achsen, gelbe Klinker mit schlichter Gliederung (Gesimsgliederung), Dreieckgiebel mit Akroterien, alle Fenster neu, saniert. Original: Hoftür, Fußbodenfliesen mit Muster, Kellertür, AWC-Türen, Treppenhaus, Wohnungstüren mit Ätzglasscheibe. | 08971599 |
| Direkt Bild zu diesem Denkmal hochladen | Wohnhaus in halboffener Bebauung, mit Vorgarten | Securiusstraße 14 (Karte)                                                                 | Um 1900 | Straßentypischer gründerzeitlicher Klinkerbau, überhöhter Mittelrisalit, baugeschichtlich von Bedeutung. Ein Geschoss, sechs Achsen, zweiachsiger Mittelrisalit mit Dreiecksgiebel, Fenster im Erdgeschoss alt, Erdgeschoss mit Fensterbekrönungen, Traufgesimskonsolen, Dach neu, innen nicht gesehen, Dreieckgiebel mit Bekrönungen (Akroterien). | 08971600 |
| Direkt Bild zu diesem Denkmal hochladen | Wohnhaus in halboffener Bebauung, mit Hofgebäude sowie Vorgarten, seitlicher Toranlage und Einfriedung | Securiusstraße 16 (Karte)                                                                 | Um 1900 | Straßentypischer gründerzeitlicher Klinkerbau, baugeschichtlich von Bedeutung. Zwei Geschosse, sechs Achsen, zwei einachsige Risalite, Fenster neu, schlichte Klinkergliederung, Hofgebäude mit roten Klinkern. | 08971601 |
| Direkt Bild zu diesem Denkmal hochladen | Wohnhaus in halboffener Bebauung, mit Vorgarten, Einfriedung und Toreinfahrt | Securiusstraße 20 (Karte)                                                                 | Um 1900 | Straßentypischer gründerzeitlicher Klinkerbau mit gut erhaltener Innenausstattung, baugeschichtlich von Bedeutung. Zwei Geschosse, sieben Achsen, Dreiecksgiebel, schlichte Klinkerfassade mit roten Klinkern, Fenster neu, Wohnungstüren neu. Original: Hoftür, Waschhaustür im Keller, Kellertür mit Klinke, AWC-Türen, Treppenhaus, Fußbodenfliesen mit Muster. | 08971602 |
| Direkt Bild zu diesem Denkmal hochladen | Mietshaus in halboffener Bebauung und in Ecklage | Securiusstraße 26 (Karte)                                                                 | Um 1900 | Mit Eckladen, straßenbildprägender gründerzeitlicher Klinkerbau in markanter Lage, städtebaulich und baugeschichtlich von Bedeutung. Drei Geschosse, 6/1/7 Achsen, gelbe und grüne Klinkergliederung mit Dekorplatten, zwei geschwungene, kugelbekrönte Giebelabschlüsse, darin bezeichnet mit „RT“, Fenster und Laden neu. Original: Kellertür mit Klinke, Windfangtür mit Klinke, Terrazzo, AWC-Türen, Treppenhaus. | 08971603 |
| Direkt Bild zu diesem Denkmal hochladen | Mietshaus in halboffener Bebauung und in Ecklage, mit Vorgarten und Einfriedung sowie Hofgebäude | Securiusstraße 28 (Karte)                                                                 | Bezeichnet mit 1899                                                                                           | Ehemals mit Eckladen, straßenbildprägender gründerzeitlicher Klinkerbau in markanter Lage, städtebaulich und baugeschichtlich von Bedeutung. Drei Geschosse, 6/1/7 Achsen, Klinkergliederung in gelb und grün mit Dekorplatten, zwei geschwungene, kugelbekrönte Giebelabschlüsse, darin Datierung, Fenster alle neu. Original: Windfangtür mit Klinke, Terrazzo, Treppenhaus, AWC-Türen. | 08971604 |
| Direkt Bild zu diesem Denkmal hochladen | Wohnhaus eines Mühlenanwesens, mit Vorgarten und Einfriedung sowie Hofgebäude (Mühle Gertitz) | Windmühlenweg 9 (Karte)                                                                   | 1903 | Alte Ortslage Gertitz, gut erhaltenes kleines gründerzeitliches Müllerwohnhaus mit repräsentativer Klinkerfassade (Bockwindmühle nicht erhalten), baugeschichtlich von Bedeutung. Ein Geschoss, sechs Achsen, zweiachsiger Mittelrisalit, Außengespärre im Dreiecksgiebel, zwei Gaupen, gelbe Klinker mit Dekorkacheln, Fensterbekrönungen und verzierten Gewänden, Scheune (gelbe Klinker), schließt an Haus an, Stall kein Denkmal, Wohnhaus saniert, neue Fenster, neue Dachdeckung. | 08971813 |

## Ehemaliges Denkmal
| Bild                                    | Bezeichnung                                                                 | Lage                       | Datierung           | Beschreibung | ID       |
| --------------------------------------- | --------------------------------------------------------------------------- | -------------------------- | ------------------- | --- | -------- |
| Direkt Bild zu diesem Denkmal hochladen | Wohnhaus in geschlossener Bebauung und in Ecklage, mit Anbau zur Milchgasse | Hallesche Straße 1 (Karte) | 17./18. Jahrhundert | Mit Ladeneinbau, Bestandteil der straßentypischen Altstadtbebauung in Nähe zum Markt, einfache Putzfassade und Krüppelwalmdach, städtebaulich und baugeschichtlich von Bedeutung; zwischen 2015 und 2017 abgerissen. Zwei Geschosse, giebelständig, zwei neue Läden, bewegter Dachstuhl, neue Fenster, vermutlich Fachwerk-Obergeschoss. | 08971768 |

## Tabellenlegende
- Bild: Bild des Kulturdenkmals, ggf. zusätzlich mit einem Link zu weiteren Fotos des Kulturdenkmals im Medienarchiv Wikimedia Commons. Wenn man auf das Kamerasymbol klickt, können Fotos zu Kulturdenkmalen aus dieser Liste hochgeladen werden:
- Bezeichnung: Denkmalgeschützte Objekte und ggf. Bauwerksname des Kulturdenkmals
- Lage: Straßenname und Hausnummer oder Flurstücknummer des Kulturdenkmals. Die Grundsortierung der Liste erfolgt nach dieser Adresse. Der Link (Karte) führt zu verschiedenen Kartendiensten mit der Position des Kulturdenkmals. Fehlt dieser Link, wurden die Koordinaten noch nicht eingetragen. Sind diese bekannt, können sie über ein Tool mit einer Kartenansicht einfach nachgetragen werden. In dieser Kartenansicht sind Kulturdenkmale ohne Koordinaten mit einem roten bzw. orangen Marker dargestellt und können durch Verschieben auf die richtige Position in der Karte mit Koordinaten versehen werden. Kulturdenkmale ohne Bild sind an einem blauen bzw. roten Marker erkennbar.
- Datierung: Baubeginn, Fertigstellung, Datum der Erstnennung oder grobe zeitliche Einordnung entsprechend des Eintrags in der sächsischen Denkmaldatenbank
- Beschreibung: Kurzcharakteristik des Kulturdenkmals entsprechend des Eintrags in der sächsischen Denkmaldatenbank, ggf. ergänzt durch die dort nur selten veröffentlichten Erfassungstexte oder zusätzliche Informationen
- ID: Vom Landesamt für Denkmalpflege Sachsen vergebene, das Kulturdenkmal eindeutig identifizierende Objekt-Nummer. Der Link führt zum PDF-Denkmaldokument des Landesamtes für Denkmalpflege Sachsen. Bei ehemaligen Kulturdenkmalen können die Objektnummern unbekannt sein und deshalb fehlen bzw. die Links von aus der Datenbank entfernten Objektnummern ins Leere führen. Ein ggf. vorhandenes Icon  führt zu den Angaben des Kulturdenkmals bei Wikidata.